# Dessau-Roßlau

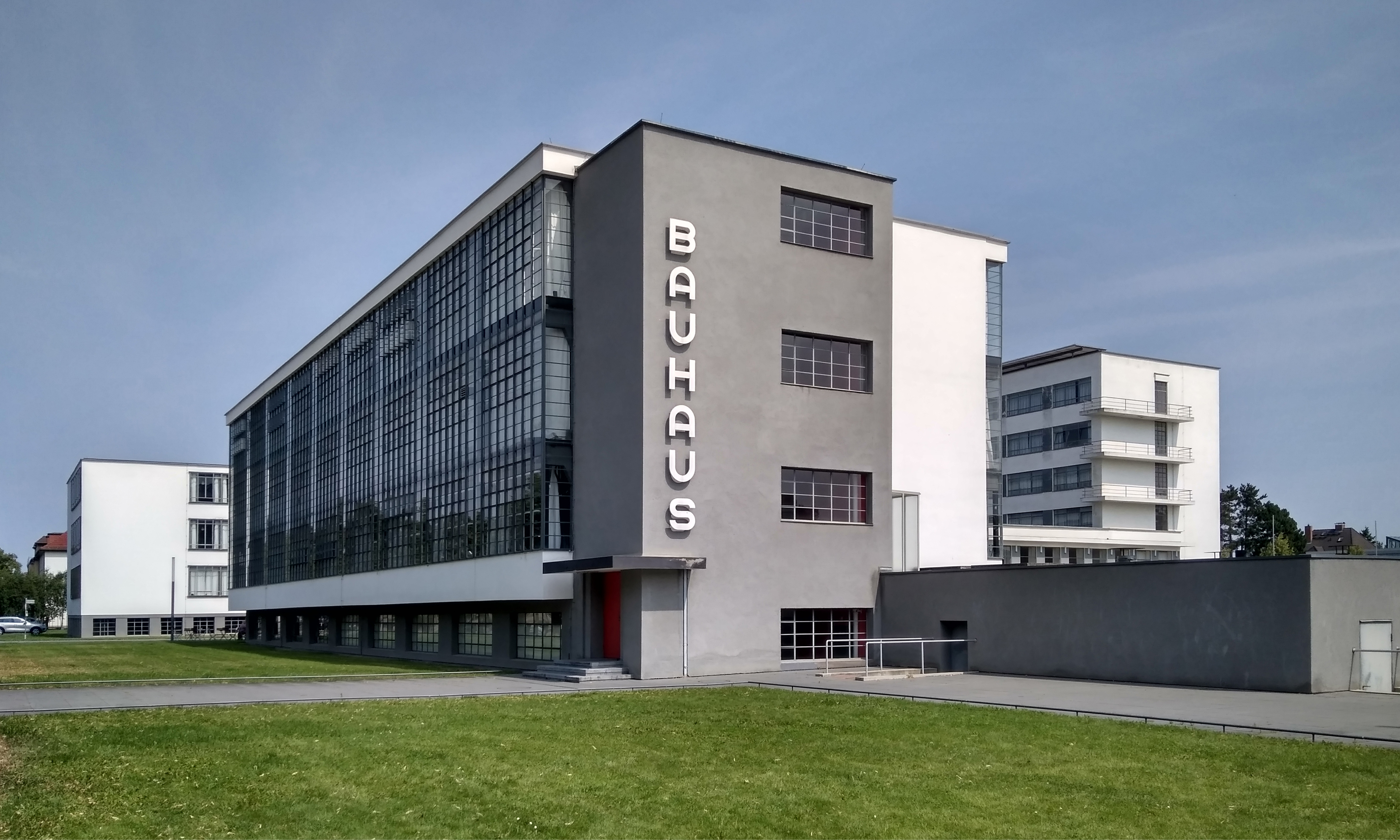
Bauhaus Dessau, Weltkulturerbe der UNESCO

Dessau-Roßlau [ˈdɛsa͜u ˈrɔsla͜u] ist eine kreisfreie Stadt im Land Sachsen-Anhalt in Deutschland. Sie ist bei der Kreisreform am 1. Juli 2007 aus der Fusion der kreisfreien Stadt Dessau und der vorher zum aufgelösten Landkreis Anhalt-Zerbst gehörenden Stadt Roßlau (Elbe) entstanden. Die Stadt ist, gemessen an der Zahl der Einwohner, nach Halle (Saale) und Magdeburg die drittgrößte Stadt sowie eines von drei Oberzentren des Landes. Die nächstgelegenen größeren Städte sind Halle, etwa 40 km südwestlich, Leipzig, etwa 52 km südöstlich und Magdeburg, etwa 53 km nordwestlich. Dessau-Roßlau ist Teil der Metropolregion Mitteldeutschland. Historisch war Dessau Hauptstadt und Residenz des Fürstentums und späteren Herzogtums Anhalt-Dessau sowie bis November 1918 des Herzogtums Anhalt, die von den Askaniern regiert wurden. Das Bauhaus Dessau und das Dessau-Wörlitzer Gartenreich gehören zum UNESCO-Welterbe.

## Geografie

### Lage

Falschfarbenbild der Dessau-Wörlitzer Elbauen zwischen Dessau und Coswig mit Muldemündung aus DGM1-Daten

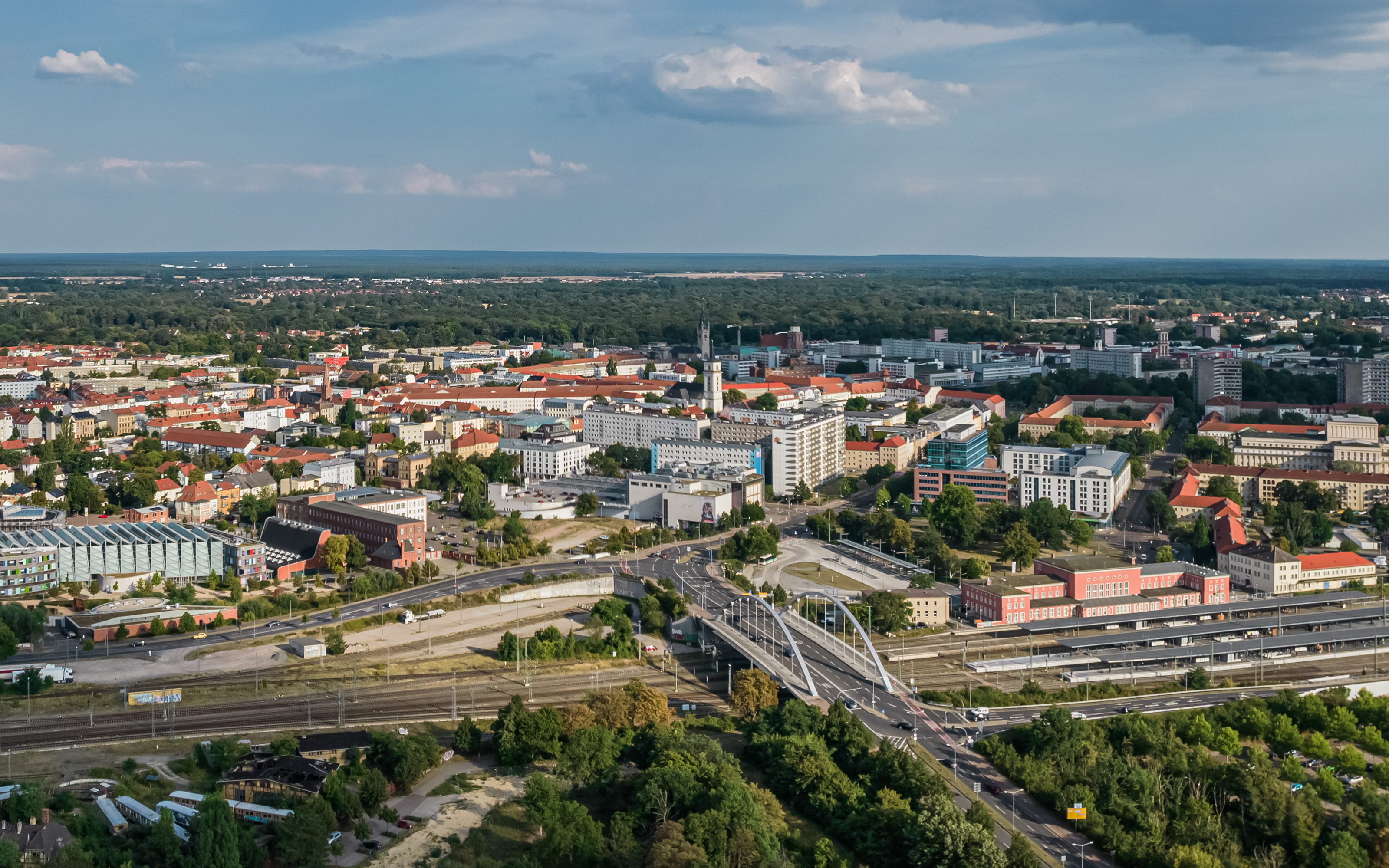
Dessau, Luftaufnahme (2022)

Dessau-Roßlau liegt inmitten einer ausgedehnten Auenlandschaft beiderseits der mittleren Elbe (siehe Biosphärenreservat Mittelelbe) sowie an der Mulde, die im Stadtgebiet in erstere mündet. Die Stadt wird durch das Zusammenfließen der beiden Flüsse jährlich durch Hochwasser bedroht. Dies ist der Fall, wenn die Elbe zu viel Wasser führt, sodass das Muldewasser nicht vollständig abfließen kann und sich zurückstaut. So wurde während des Hochwassers 2002 der Stadtteil Waldersee vollständig überflutet.
Im Süden grenzt die Stadt an die waldreiche Mosigkauer Heide, im Norden an die ebenso bewaldeten Gebiete des südlichen Flämings. Die höchste natürliche Erhebung ist der 111 m hohe Spitzberg nahe dem Ortsteil Streetz. Die höchste künstliche Erhebung ist die ca. 110 m NHN hohe ehemalige Mülldeponie Scherbelberg im Südwesten der Stadt. Der Wallwitzberg am südlichen Ufer der Elbe mit 76 m Höhe wurde im 18. Jahrhundert aufgeschüttet.
Dessau-Roßlau ist von zahlreichen Schloss- und Parkanlagen der ehemaligen Fürsten von Anhalt umgeben und zählt deshalb zu den grünsten Städten Deutschlands.

### Nachbargemeinden
Folgende Gemeinden und Städte grenzen mit ihren Flächen an die Stadt Dessau-Roßlau.
| Zerbst/Anhalt                     |                | Coswig (Anhalt)     |
| Osternienburger Land, Aken (Elbe) |                | Oranienbaum-Wörlitz |
| Südliches Anhalt                  | Raguhn-Jeßnitz | Gräfenhainichen     |

### Stadtgliederung
Das Stadtgebiet Dessau-Roßlaus ist für statistische Zwecke in 2 Stadtteile und 25 Stadtbezirke eingeteilt. Die Stadtbezirke 1 bis 21 gehören zum Stadtteil Dessau, 22 bis 25 zu Roßlau (Elbe).
| Stadtteil Dessau |                      |
| 01               | I.B. Nord a          |
| 02               | I.B. Mitte a         |
| 03               | I.B. Süd a           |
| 04               | Süd                  |
| 05               | Haideburg            |
| 06               | Törten               |
| 07               | Mildensee            |
| 08               | Waldersee mit Jonitz |
| 09               | Ziebigk              |
| 10               | Siedlung             |
| 11               | Großkühnau           |
| 12               | Kleinkühnau          |
| 13               | West                 |

| 14               | Alten                             |
| 15               | Kochstedt                         |
| 16               | Mosigkau                          |
| 17               | Zoberberg                         |
| 18               | Kleutsch                          |
| 19               | Sollnitz                          |
| 20               | Brambach                          |
| 21               | Rodleben mit Tornau und Bernsdorf |
|                  |                                   |
| Stadtteil Roßlau |                                   |
| 22               | Roßlau                            |
| 23               | Meinsdorf                         |
| 24               | Mühlstedt                         |
| 25               | Streetz/Natho                     |

### Schutzgebiete
In der kreisfreien Stadt befinden sich fünf ausgewiesene Naturschutzgebiete (Stand September 2022).

### Klima
Durch die Lage im mitteldeutschen Trockengebiet ist die Stadt recht niederschlagsarm. Die großen Regenwolken, die durch die Westwinddrift gewöhnlich vom Atlantik nach Mitteleuropa ziehen, regnen durch den Steigungsregen im Harz ab, bevor sie Dessau-Roßlau erreichen. Ähnlich ist es mit Niederschlägen aus Südwesten und Südosten, bei denen jeweils der Thüringer Wald und das Erzgebirge im Wege stehen. Große Niederschlagsgebiete können die Stadt hauptsächlich aus Nordwesten erreichen.

## Geschichte

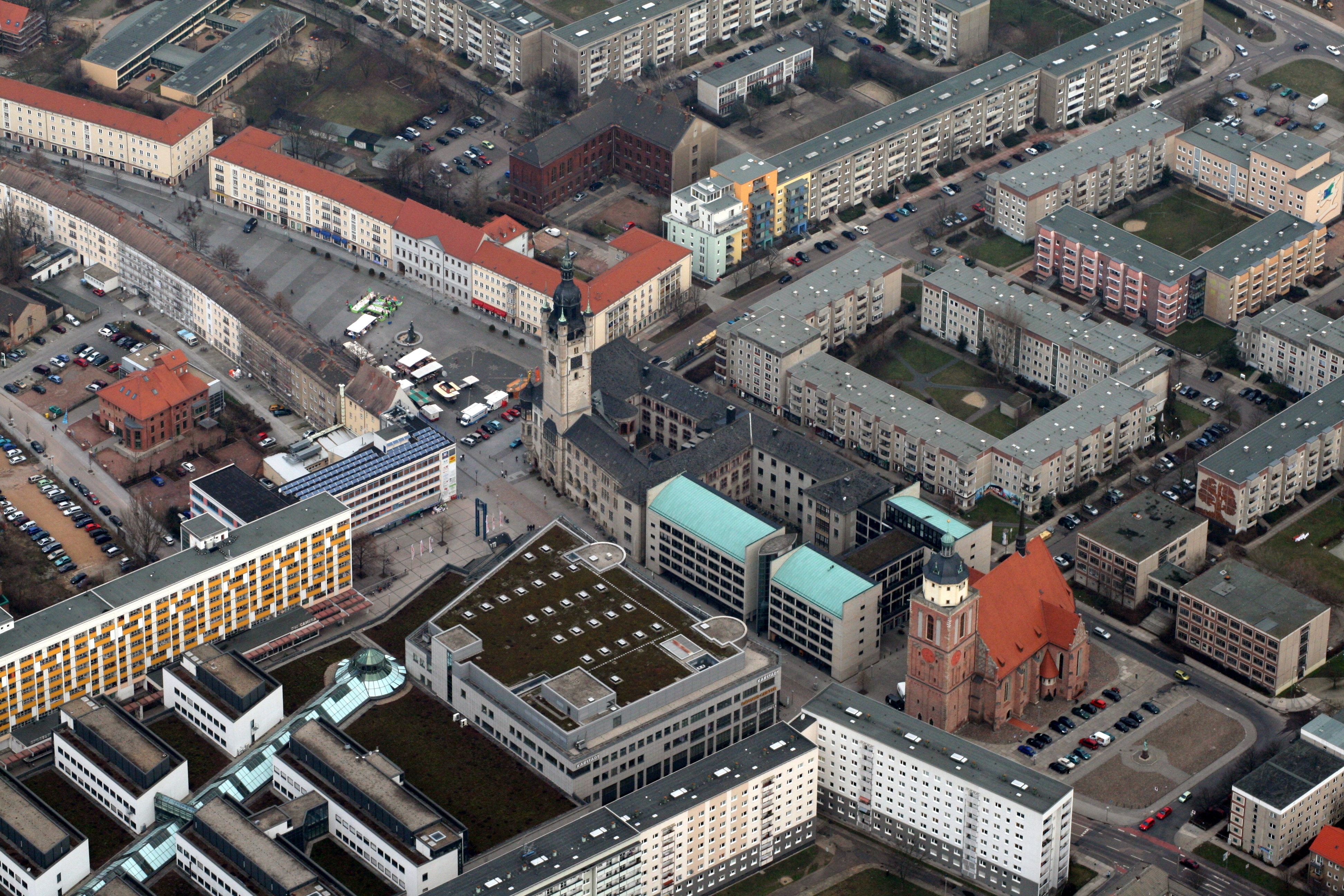
Rathaus und Marktplatz Dessau, 2009

Da die Stadt erst seit dem 1. Juli 2007 in dieser Form existiert, sind weitere Angaben zur Geschichte unter Dessau und Roßlau (Elbe) zu finden. Um weiterführende Informationen zum Thema zu erhalten, siehe die Hauptartikel Geschichte der Stadt Dessau und Schlacht bei Dessau.
Die Stadt Dessau-Roßlau entstand am 1. Juli 2007 im Zuge der Kreisreform in Sachsen-Anhalt. Nach der Fusion von Dessau und Roßlau ergab sich die Einwohnerzahl von 91.243 (Stand 31. Dezember 2006). Dessau-Roßlau hätte durch die diskutierte Eingemeindung der Verwaltungsgemeinschaft Wörlitzer Winkel und Quellendorfs 100.000 Einwohner erreichen und damit Großstadt werden können, diese beiden Verwaltungseinheiten gingen jedoch bei der Gebietsreform andere Wege. Den Großstadt-Status hatte Dessau bereits ab 1935 durch die Eingemeindung von Roßlau (am 1. April 1946 wurde Roßlau wieder eine selbständige Stadt und am 25. Juli 1952 eine Kreisstadt) und von 1972 bis 1990.
Im Februar 2010 wurde die Dessauer Fördermittelaffäre bekannt, die zur Einsetzung eines Untersuchungsausschusses im Landtag von Sachsen-Anhalt führte, der im Dezember 2015 seinen Abschlussbericht vorlegte.
Eingemeindungen
| Ehemalige Gemeinde    | Datum                                    | Anmerkung                                                                                            |
| --------------------- | ---------------------------------------- | --- |
| Alten                 | 1. Oktober 1923                          | Eingemeindung nach Dessau                                                                            |
| Brambach              | 1. Januar 2005                           | Eingemeindung nach Dessau                                                                            |
| Dellnau               | 1. Mai 1930 15. April 1933               | Eingemeindung nach Dessau, Umgliederung nach Mildensee                                               |
| Dessau                | 1. Juli 2007                             | Zusammenschluss mit Roßlau/Elbe zu Dessau-Roßlau                                                     |
| Großkühnau            | 1. Oktober 1923                          | Eingemeindung nach Dessau                                                                            |
| Haideburg, Gutsbezirk | 1. Januar 1949                           | Eingemeindung nach Dessau                                                                            |
| Jonitz                | 1. Mai 1930 15. April 1933 1. April 1935 | Eingemeindung nach Dessau, Ausgliederung aus Dessau, Zusammenschluss mit Naundorf zu Jonitz-Naundorf |
| Jonitz-Naundorf       | 24. Juli 1935                            | Umbenennung in Waldersee                                                                             |
| Kleinkühnau           | 1. Oktober 1923                          | Eingemeindung nach Dessau                                                                            |
| Kleutsch              | 1. Juli 1994                             | Eingemeindung nach Dessau                                                                            |
| Kochstedt             | 1. Juli 1950                             | Eingemeindung nach Dessau                                                                            |
| Meinsdorf             | 1. Oktober 1965                          | Eingemeindung nach Roßlau/Elbe                                                                       |
| Mildensee             | 1. November 1945                         | Eingemeindung nach Dessau                                                                            |
| Mosigkau              | 25. Juli 1952                            | Eingemeindung nach Dessau                                                                            |
| Mühlstedt             | 1. Januar 2003                           | Eingemeindung nach Roßlau/Elbe                                                                       |
| Natho                 | 20. Juli 1950                            | Eingemeindung nach Streetz                                                                           |
| Naundorf              | 1. Mai 1930 15. April 1933 1. April 1935 | Eingemeindung nach Dessau, Ausgliederung aus Dessau, Zusammenschluss mit Jonitz zu Jonitz-Naundorf   |
| Neeken                | 20. Juli 1950                            | Eingemeindung nach Brambach                                                                          |
| Pötnitz               | 1. Mai 1930 15. April 1933               | Eingemeindung nach Dessau, Umgliederung nach Mildensee                                               |
| Rietzmeck             | 20. Juli 1950                            | Eingemeindung nach Brambach                                                                          |
| Rodleben              | 1. Januar 2005                           | Eingemeindung nach Dessau                                                                            |
| Roßlau/Elbe           | 1. April 1935 1. April 1946 1. Juli 2007 | Eingemeindung nach Dessau, Ausgliederung aus Dessau, Zusammenschluss mit Dessau zu Dessau-Roßlau     |
| Scholitz              | 1. Mai 1930 15. April 1933               | Eingemeindung nach Dessau, Umgliederung nach Mildensee                                               |
| Sollnitz              | 1. Juli 1994                             | Eingemeindung nach Dessau                                                                            |
| Streetz               | 1. Januar 2001                           | Eingemeindung nach Roßlau/Elbe                                                                       |
| Tornau                | 1. Juli 1950                             | Eingemeindung nach Rodleben                                                                          |
| Törten                | 1. Oktober 1923                          | Eingemeindung nach Dessau                                                                            |
| Waldersee             | 1. November 1945                         | Eingemeindung nach Dessau                                                                            |
| Ziebigk               | 1. Oktober 1923                          | Eingemeindung nach Dessau                                                                            |

## Bevölkerung

### Bevölkerungsentwicklung
Am 31. Dezember 2016 betrug die amtliche Einwohnerzahl von Dessau-Roßlau nach Fortschreibung des Statistischen Landesamtes Sachsen-Anhalt 82.505 (nur Hauptwohnsitze und nach Abgleich mit den anderen Landesämtern). Fünf Jahre später betrug die Einwohnerzahl 78.731, sie stieg innerhalb eines Jahres auf 79.655 am 31. Dezember 2022 an. Am 31. Dezember 2024 lebten laut Zensus 2022 in Dessau-Roßlau 75.402 Einwohner.

### Konfessionsstatistik
In Dessau-Roßlau ist die Mehrheit der Bevölkerung konfessionslos. Gemäß dem Zensus 2022 waren (15. Mai 2022) 8,6 % der Einwohner evangelisch, 2,8 % katholisch und 88,6 % waren konfessionslos, gehörten einer anderen Glaubensgemeinschaft an oder machten keine Angabe.

#### Evangelische Kirche
Die Stadt Dessau gehörte von Anfang an zum Erzbistum Magdeburg. 1534 wurde durch Georg III. die Reformation offiziell in Dessau eingeführt. Nach der Vereinigung der anhaltischen Fürstentümer 1863 war Dessau Hauptstadt und damit auch Sitz der Kirchenverwaltung der Evangelischen Landeskirche Anhalts, die zwischen 1875 und 1878 eine synodale Grundlage erhielt. Nach dem Ersten Weltkrieg wurde die Landeskirche von einem Oberkirchenrat geleitet, der seit 1957 den Titel Kirchenpräsident führt. Sein Amtssitz befindet sich in Dessau. Die protestantischen Kirchengemeinden Dessau-Roßlaus gehören – sofern es sich nicht um Freikirchen handelt – entweder zum Kirchenkreis Dessau oder Zerbst in der Evangelischen Landeskirche Anhalts, die sich in mehrere Regionen aufteilen. Die Grenze verläuft entlang der Elbe.

#### Katholische Kirche
Ab 1750 gab es wieder Katholiken in Dessau. 1858 erhielten sie wieder eine eigene Kirche. Die Pfarrgemeinden Dessau-Roßlaus gehören heute zum Bistum Magdeburg.
Dabei gehören die Gemeinden Propstei St. Peter und Paul, Dreieinigkeit Dessau-Süd und St. Josef Dessau-Alten zur Pfarrei St. Peter und Paul. Die Gemeinde Herz Jesu in Roßlau ist dagegen die Pfarrkirche der Roßlauer Pfarrei Heilige Familie.

#### Neuapostolische Kirche
Seit Gründung der Kirche Ende des 19. Jahrhunderts gibt es in Dessau-Roßlau neuapostolische Christen, die sich in einer eigenen Kirche versammeln. Die Gemeinde gehört heute zur Neuapostolischen Kirche Sachsen-Anhalt K.d.ö.R. mit Verwaltungssitz in Magdeburg.

#### Judentum
In Dessau, der Stadt, aus der Moses Mendelssohn und Kurt Weill stammen, gibt es seit 1990 wieder eine jüdische Gemeinde. Sie zählt um die 350 Mitglieder und setzt sich hauptsächlich aus Einwanderern aus der ehemaligen Sowjetunion zusammen. Am 22. Oktober 2023 wurde auf dem Standort der 1938 von den Nationalsozialisten vollständig zerstörten Dessauer Synagoge die neue Synagoge feierlich eröffnet. Sie ergänzt das 1908 errichtete und heute denkmalgeschützte Rabbinerhaus, in dem der Komponist Kurt Weill seine Kindheitsjahre verbrachte. Sein Vater Albert Weill war Kantor der jüdischen Gemeinde. Die neue Synagoge trägt daher den Namen Weill-Synagoge.

#### Islam
Ein islamischer Gebetsraum besteht seit 2010 in der Askanischen Straße.

### Dialektgrenze
Dessau-Roßlau liegt beidseits der Benrather Linie, die hier der Elbe folgt, und somit am Übergang von den hochdeutschen – genauer den ostmitteldeutschen – Dialekten zur niederdeutschen Sprache.

## Politik

### Stadtrat

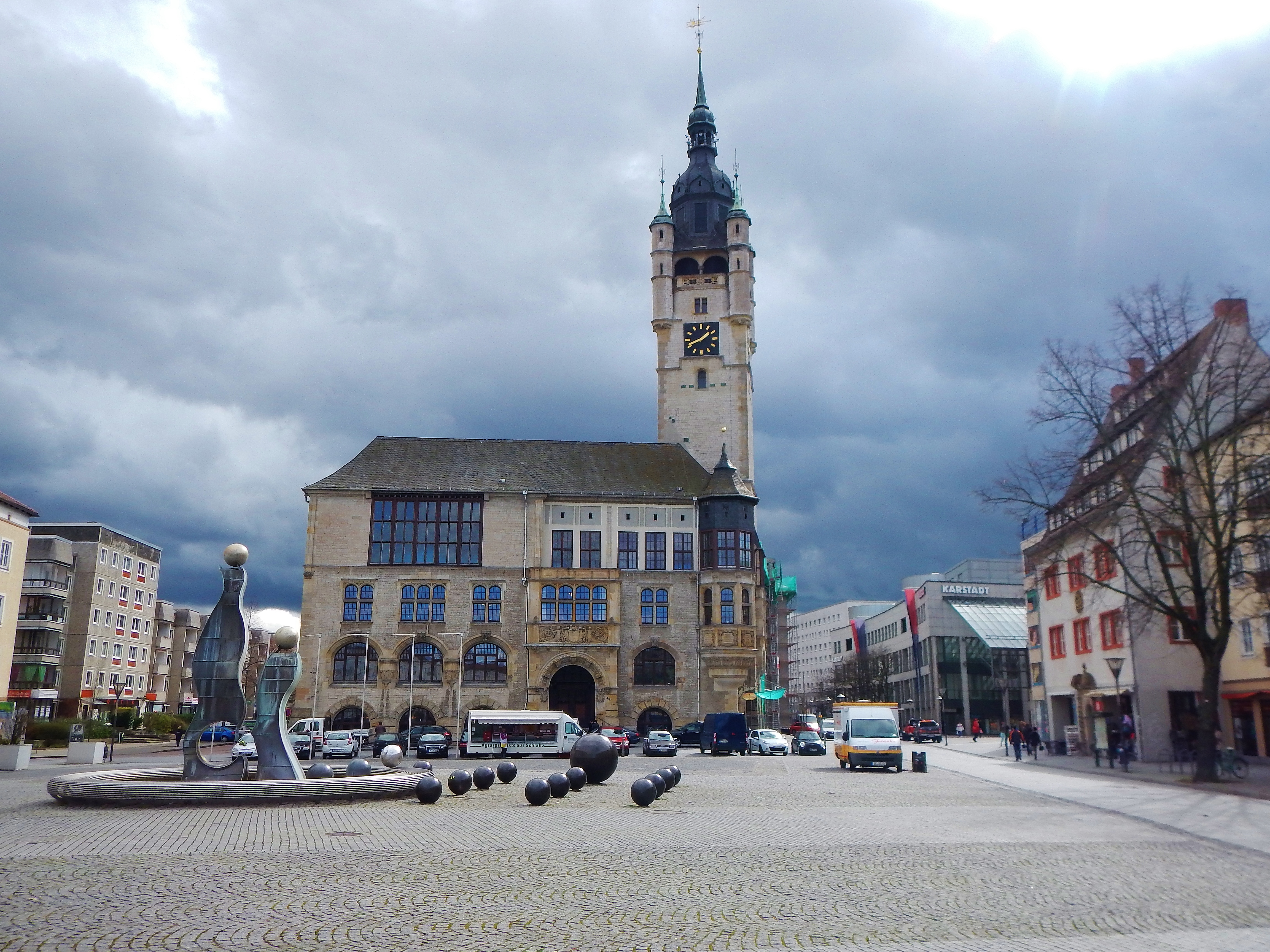
Rathaus Dessau-Roßlau

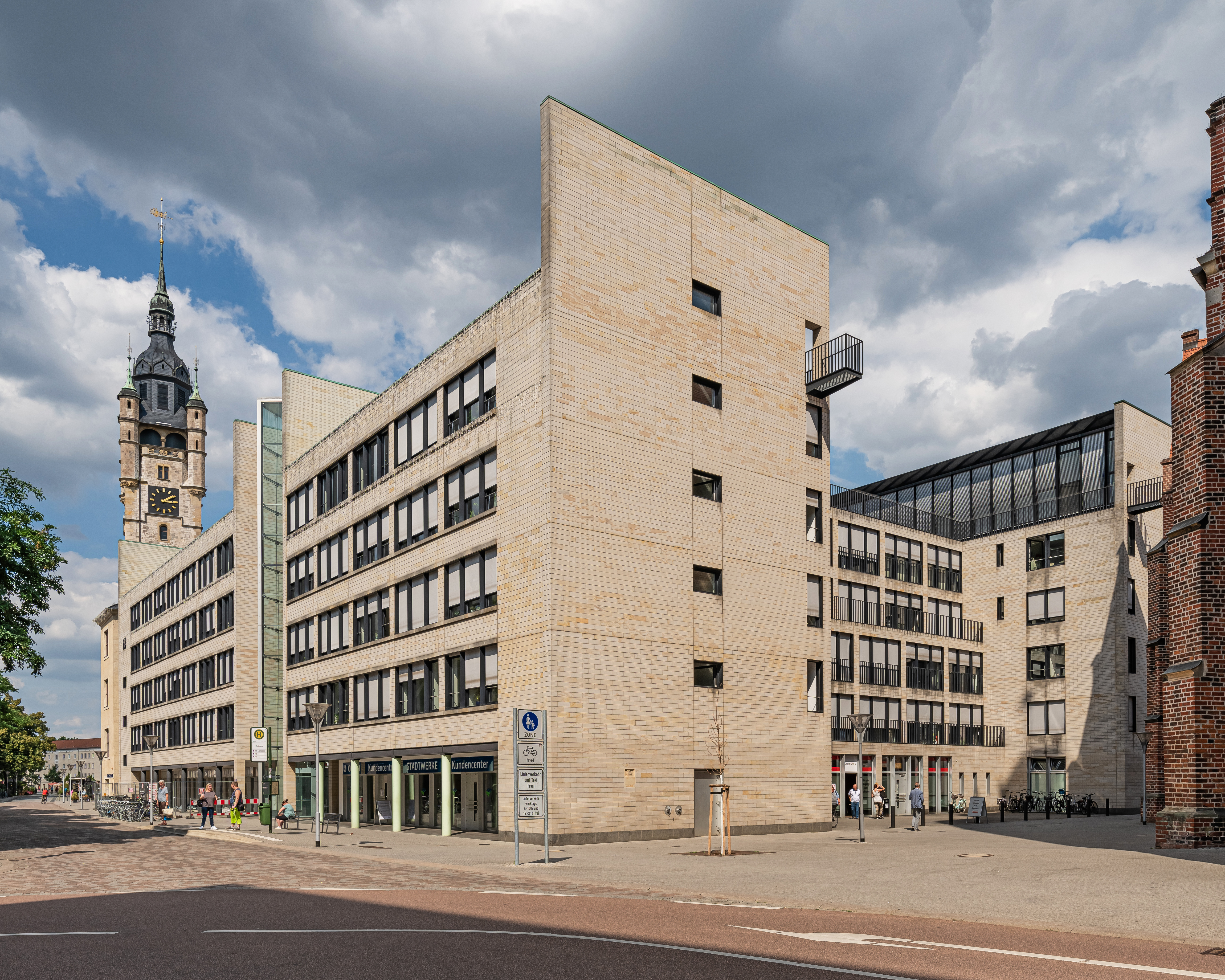
Rathaus-Erweiterungsbau mit Bürgeramt

Aufgrund der Fusion von Dessau und Roßlau im Jahr 2007 wurde am 22. April 2007 ein neuer Stadtrat gewählt, obwohl die letzten Kommunalwahlen erst 2004 stattgefunden hatten. Die Wahlperiode dieses Stadtrates endete aber wie in anderen Gemeinden des Landes entsprechend § 46 Absatz 3 Kommunalwahlgesetz des Landes Sachsen-Anhalt erst im Jahr 2014, so dass die Räte ausnahmsweise für sieben Jahre gewählt wurden.
| Stadtratswahl Dessau-Roßlau 2024Wahlbeteiligung: 60,2 % 3020100 25,522,012,69,38,07,15,54,92,91,70,6 AfDCDUPro DESPDLinkeForum-BLGrüneFreie FraktionFDPEB WeberSonst.Gewinne und Verlusteim Vergleich zu 2019 %p 10 8 6 4 2 0 −2 −4 −6 −8+8,7−0,8+4,0+0,2−6,6−1,3−4,6± 0,0−1,8+1,7+0,6AfDCDUPro DESPDLinkeForum-BLGrüneFreie FraktionFDPEB WeberSonst. | Sitzverteilung im Stadtrat Dessau-Roßlau seit 2024Insgesamt 50 Sitze - Linke: 4 - SPD: 5 - Grüne: 3 - Forum-BL: 4 - Pro DE: 6 - Freie Fraktion: 2 - FDP: 1 - CDU: 11 - AfD: 13 - EB Weber: 1 |

Vorsitzende des Stadtrates
- 2007–2014: Stefan Exner (CDU)
- 2014–2019: Lothar Ehm (CDU)[13]
- 2019–aktuell: Frank Rumpf (CDU)[14]

Außerdem gehört dem Stadtrat der direkt gewählte Oberbürgermeister an.
Ergebnisse vergangener Stadtratswahlen
| Parteien und Wählergemeinschaften | Parteien und Wählergemeinschaften               | Prozent 2024 | Sitze 2024 | Prozent 2019 | Sitze 2019 | Prozent 2014 | Sitze 2014 | Prozent 2007 | Sitze 2007 | Prozent 2004 | Prozent 1999 |
| --------------------------------- | ----------------------------------------------- | ------------ | ---------- | ------------ | ---------- | ------------ | ---------- | ------------ | ---------- | ------------ | ------------ |
| AfD                               | Alternative für Deutschland                     | 25,5         | 13         | 16,8         | 8          | 5,9          | 3          | —            | —          | —            | —            |
| CDU                               | Christlich Demokratische Union Deutschlands     | 22,0         | 11         | 22,8         | 12         | 28,3         | 14         | 26,6         | 13         | 30,7         | 31,6         |
| Pro DE                            | Pro Dessau-Roßlau                               | 12,6         | 6          | 8,6          | 4          | 9,9          | 5          | 10,7         | 5          | 4,6          | —            |
| SPD                               | Sozialdemokratische Partei Deutschlands         | 9,3          | 5          | 9,1          | 5          | 14,1         | 7          | 16,0         | 8          | 15,8         | 27,5         |
| LINKE                             | Die Linke                                       | 8,0          | 4          | 14,6         | 7          | 21,3         | 11         | 18,8         | 10         | 22,8         | 19,6         |
| Forum-BL                          | Neues Forum-Bürgerliste Dessau-Roßlau           | 7,1          | 4          | 8,4          | 4          | —            | —          | —            | —          | —            | —            |
| GRÜNE                             | Bündnis 90/Die Grünen                           | 5,5          | 3          | 10,1         | 5          | 6,5          | 3          | 4,2          | 2          | 3,5          | 3,2          |
| Freie Fraktion                    | Freie Fraktion Dessau-Roßlau                    | 4,9          | 2          | 4,9          | 3          | —            | —          | —            | —          | —            | –            |
| FDP                               | Freie Demokratische Partei                      | 2,9          | 1          | 4,7          | 2          | 4,5          | 2          | 7,6          | 4          | 6,2          | 6,9          |
| EB Weber                          | Einzelbewerber Jakob Uwe Weber                  | 1,7          | 1          | —            | —          | —            | —          | —            | —          | —            | —            |
| Bürgerliste                       | Bürgerliste – DIE ALTERNATIVE für Dessau-Roßlau | —            | —          | —            | —          | 3,8          | 2          | 4,9          | 3          | 5,3          | –            |
| NEUES FORUM                       | Neues Forum                                     | —            | —          | —            | —          | 3,7          | 2          | 5,2          | 3          | 3,0          | 2,6          |
| NPD                               | Nationaldemokratische Partei Deutschlands       | —            | —          | —            | —          | 1,8          | 1          | —            | —          | —            | —            |
| FW                                | Freie Wähler Dessau-Roßlau                      | —            | —          | —            | —          | —            | —          | 2,3          | 1          | 3,1          | 2,6          |
| DVU                               | Deutsche Volksunion                             | —            | —          | —            | —          | —            | —          | 2,0          | 1          | —            | 0,9          |
| RFL                               | Roßlauer Frauenliste Dessau-Roßlau              | —            | —          | —            | —          | —            | —          | 0,7          | —          | —            | —            |
| Offensive D                       | Offensive D                                     | —            | —          | —            | —          | —            | —          | 0,7          | —          | 0,4          | —            |
| DSU                               | Deutsche Soziale Union                          | —            | —          | —            | —          | —            | —          | 0,4          | —          | 1,2          | 2,2          |
| Sonst.                            | Sonstige                                        | 0,6          | 0          | —            | —          | —            | —          | —            | —          | 3,4          | 2,8          |
| Gesamt                            | Gesamt                                          | 100          | 50         | 100          | 50         | 100          | 50         | 100          | 50         | 100          | 100          |
| Wahlbeteiligung                   | Wahlbeteiligung                                 | 60,9 %       | 60,9 %     | 53,8 %       | 53,8 %     | 46,9 %       | 46,9 %     | 46,2 %       | 46,2 %     | 40,7 %       | 45,2 %       |

- DIE LINKE trat bis 2004 als PDS an.
- Pro Dessau ist 2007 als Pro Dessau-Roßlau angetreten.[16]
- 1999 und 2004 einschließlich des Kreistagswahlergebnisses der Stadt Roßlau (Elbe).
- Für die Wahlen 1999 und 2004 liegen keine Sitzverteilungen vor.

### Oberbürgermeister
Oberbürgermeister ist der am 27. Juni 2021 mit 73,9 % der gültigen Stimmen in einer Stichwahl auf 7 Jahre gewählte Robert Reck.
| Oberbürgermeister von Dessau - 1834–1848: Georg Gottfried Richter - 1848–1852: Karl Wilhelm Fritsche - 1852–1884: Franz Medicus, ab 1864 Oberbürgermeister - 1884–1897: Friedrich Funk - 1898–1918: Ernst Ebeling - 1918–1933: Fritz Hesse (DDP), ab 1927 Oberbürgermeister - 1933: Emil Evers (NSDAP), (kommissarisch) - 1933–1945: Hanns Sander (NSDAP) - 1945: Friedrich Walther (parteilos) - 1945–1946: Fritz Hesse (LDP) - 1946–1949: Karl Adolphs (SED) - 1949–1951: Lisa Krause (SED) - 1951–1961: Maria Dank (SED) - 1955–1956: Paul Zabel, Oberbürgermeister in einer Übergangszeit - 1961–1963: Helmut Klapproth (SED) - 1963–1984: Thea Hauschild (SED) - 1984–1990: Sylvia Retzke (SED) - 1990: Christoph Döring, (1987 bis 1988 amtierender Oberbürgermeister) - 1990–1994: Jürgen Neubert (FDP) - 1994–2006: Hans-Georg Otto (SPD/später parteilos) - 1. November 2006 bis 1. Juli 2007: Baudezernent Karl Gröger (amtierend) | Bürgermeister von Roßlau (Elbe) - ca. 1824–1848: Karl August Bergholz - 1848–1864: Carl Friedrich Eschebach - 1864: Christian Wilhelm Sachsenberg (kommissarisch) - 1864–1895: Emil Poetsch - 1895–1900: Georg Zimmer-Wallis - 1900–1902: Joseph Heinrich Alfred Hottenrott - 1902–1916: Franz Ludwig Hünefeld - 1916–1935: Albert Julius Donnepp - 1935–1946: mit Dessau vereinigt - 29. April 1945–1947: Hermann Heinrich Reckeweg (SPD/SED) - 9. Juni 1947 bis 15. September 1947: Stadtrat Parnemann (SED?) (kommissarisch) - 1947–1950: Paul Karl Watzel (SED?) - 1950–ca. Mitte 1950er: Erich Kröber (SED?) - Mitte 1950er–1965: Rudolf Hamdorf (SED?) - 1965–1978: Anneliese Clemens (SED?) - 1978–1990: Josef Plicka (SED?) - 23. Mai 1990 bis 25. Oktober 1990: Helmut Jost (CDU), Rücktritt 4. Oktober 1990 - 1990–2007: Klemens Koschig (NF/parteilos) |
| Oberbürgermeister von Dessau-Roßlau | |
| - 2007–2014: Klemens Koschig (parteilos) - 2014–2021: Peter Kuras (FDP) - seit 2021: Robert Reck (parteilos) | |

### Wappen
| Wappen von Dessau-Roßlau | Blasonierung: „Geviert; Feld 1: in Silber am Spalt ein rechtshalber roter Adler, golden bewehrt und rot gezungt, Feld 2: neunmal geteilt Schwarz über Gold, belegt mit schrägrechtem grünen Rautenkranz, Feld 3: geviert von Gold und Rot, Feld 4: in Silber auf blauem Wasser ein linkshin fahrendes rotes Schiff, auf dem gesetzten goldenen Segel ein links gewendeter, stehender schwarzer Bär mit silberner Krone und je einem abgewendeten silbernen Beil in den Vordertatzen; die Mastspitze belegt mit einem blauen Karpfen; die Bugfahne Blau über Weiß. Als Beizeichen abgesetzt über dem Schildhaupt eine stilisierte rote Mauerkrone mit fünf Tortürmen.“                                               |
| Wappen von Dessau-Roßlau | Wappenbegründung: Das Wappen hat seinen Ursprung im Herzschild des Herzogtums Anhalt, dessen Residenzstadt Dessau war. Es war als Wappen Dessaus seit 1540 im Gebrauch. Dabei steht der Adler für die Markgrafschaft Brandenburg, der Balken und Rautenkranz für das Herzogtum Sachsen. Feld drei füllte bis zur Fusion mit Roßlau den gesamten Schildfuß und ist dem Wappen derer von Waldersee entnommen, welches wie im Wappen von Anhalt in das Wappen der Grafschaft Waldersee umgedeutet wurde. Als viertes Feld wurde 2007 das Wappen Roßlaus hinzugefügt. Das Wappen hat seit 1952 eine bekrönende Mauerkrone. Gestaltet wurde das Wappen in seiner jetzigen Form vom Magdeburger Heraldiker Jörg Mantzsch. |

### Städtepartnerschaften

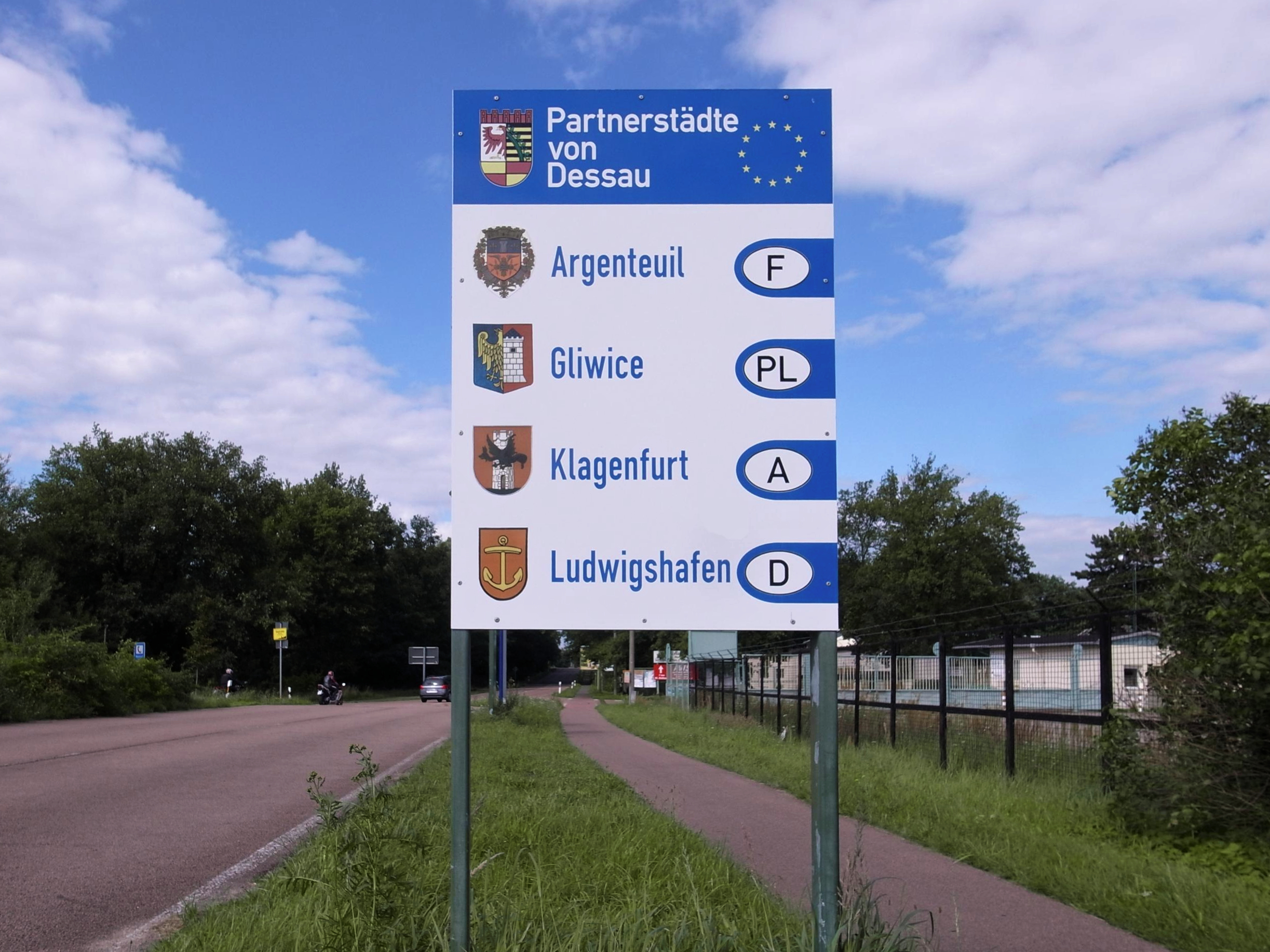
Informationstafel am Ortseingang (2011)

Dessau-Roßlau unterhält mit folgenden Städten eine Städtepartnerschaft:
- Argenteuil, Frankreich, 1959
- Klagenfurt am Wörthersee, Österreich, 1971
- Ludwigshafen am Rhein, Deutschland, 1988
- Ibbenbüren, Deutschland, 1990
- Gliwice, Polen, 1992
- Nemenčinė, Litauen, 1995
- Roudnice nad Labem, Tschechien, 2004

## Sehenswürdigkeiten und Kultur
Dessau-Roßlau ist mit den UNESCO-Welterbestätten Bauhaus und Dessau-Wörlitzer Gartenreich neben Weimar und Speyer eine der wenigen deutschen Städte, die zweimal in der Welterbeliste der UNESCO vertreten sind. Nur Berlin hat mit drei Welterbestätten mehr Einträge.

### Schlösser und Gärten

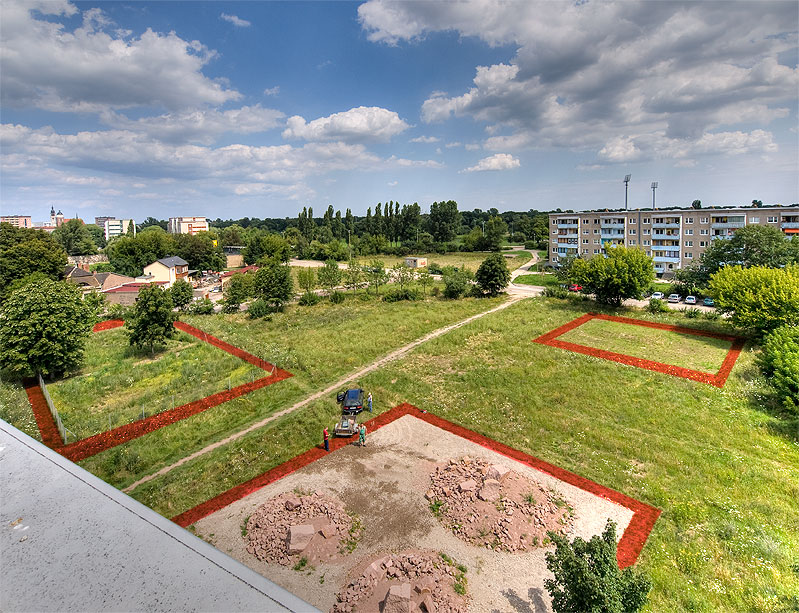
Gesteinsgarten, entstanden im Rahmen des Projekts „400 qm Dessau“

- Im Stadtgebiet befinden sich Teile des in die UNESCO-Welterbeliste aufgenommenen Dessau-Wörlitzer Gartenreiches mit den Schlössern und Gärten
  - Schloss und Park Mosigkau, ein Rokoko-Ensemble,
  - Schloss Großkühnau und Kühnauer Park, Sitz der Kulturstiftung Dessau-Wörlitz,
  - Schloss Georgium und Georgengarten mit der Wallwitzburg,
  - Schloss und Park Luisium.
  - Weitere Teile des Gartenreichs (Schloss Oranienbaum, Sieglitzer Berg, Wörlitzer Park und zahlreiche Einzelmonumente wie der Drehberg) sind in der unmittelbaren Nachbarschaft der Stadt. Neben der UNESCO-Welterbeliste gehören die verschiedenen Schlösser und Gärten des Gartenreichs auch zum Projekt Gartenträume Sachsen-Anhalt.
- Johannbau, Westflügel und einziger erhaltener Bauteil des kriegszerstörten Dessauer Residenzschlosses, erbaut im 16. Jahrhundert im Renaissancestil, nach Restaurierung seit 2005 Museum für Stadtgeschichte
- Biosphärenreservat Mittelelbe (von der UNESCO unter Schutz gestellt)
- Tierpark Dessau im Mausoleumspark (mit ehemaligem Grabmal der askanischen Fürsten) – 1958 angelegter Tier- und Pflanzenlehrpark mit elf Hektar Fläche, 120 Tierarten und etwa 500 Tieren; Bemerkenswerter Gehölzbestand von 125 Gehölzarten
- Rondell: Die Platanen am Rondell in Dessau wurden 1781 von Fürst Leopold III. Friedrich Franz von Anhalt-Dessau (1740–1817) gepflanzt. Platanen wurden erst um 1700 nach Europa eingeführt. Nach Deutschland kamen die ersten Exemplare über England und Frankreich im Jahre 1743. Sie zählen zu den ältesten ihrer Art in Deutschland und sind somit eine dendrologische Seltenheit mit ihrem Alter von mehr als 225 Jahren.
- Wasserburg aus dem 12. Jahrhundert im Stadtteil Roßlau

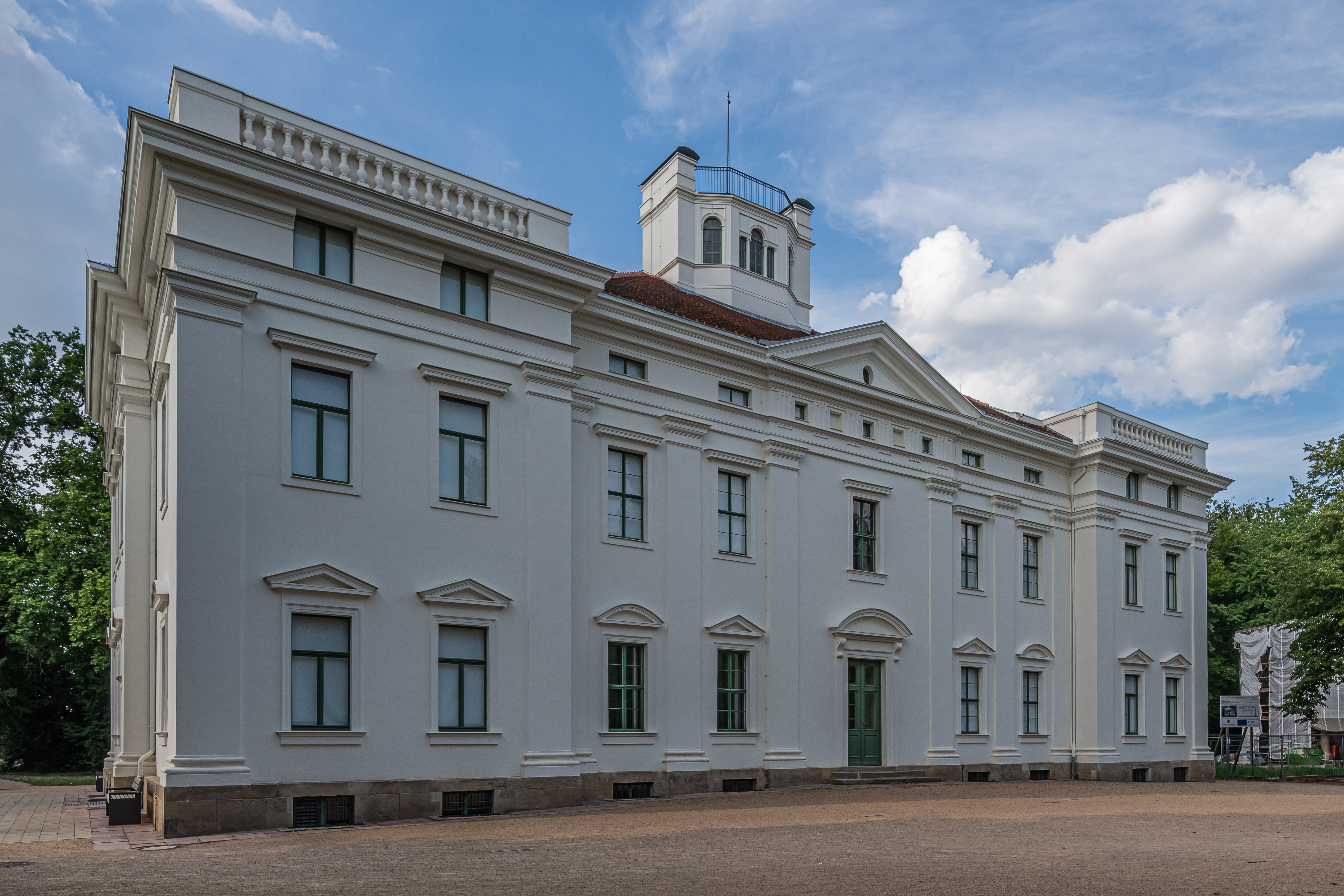
Schloss Georgium
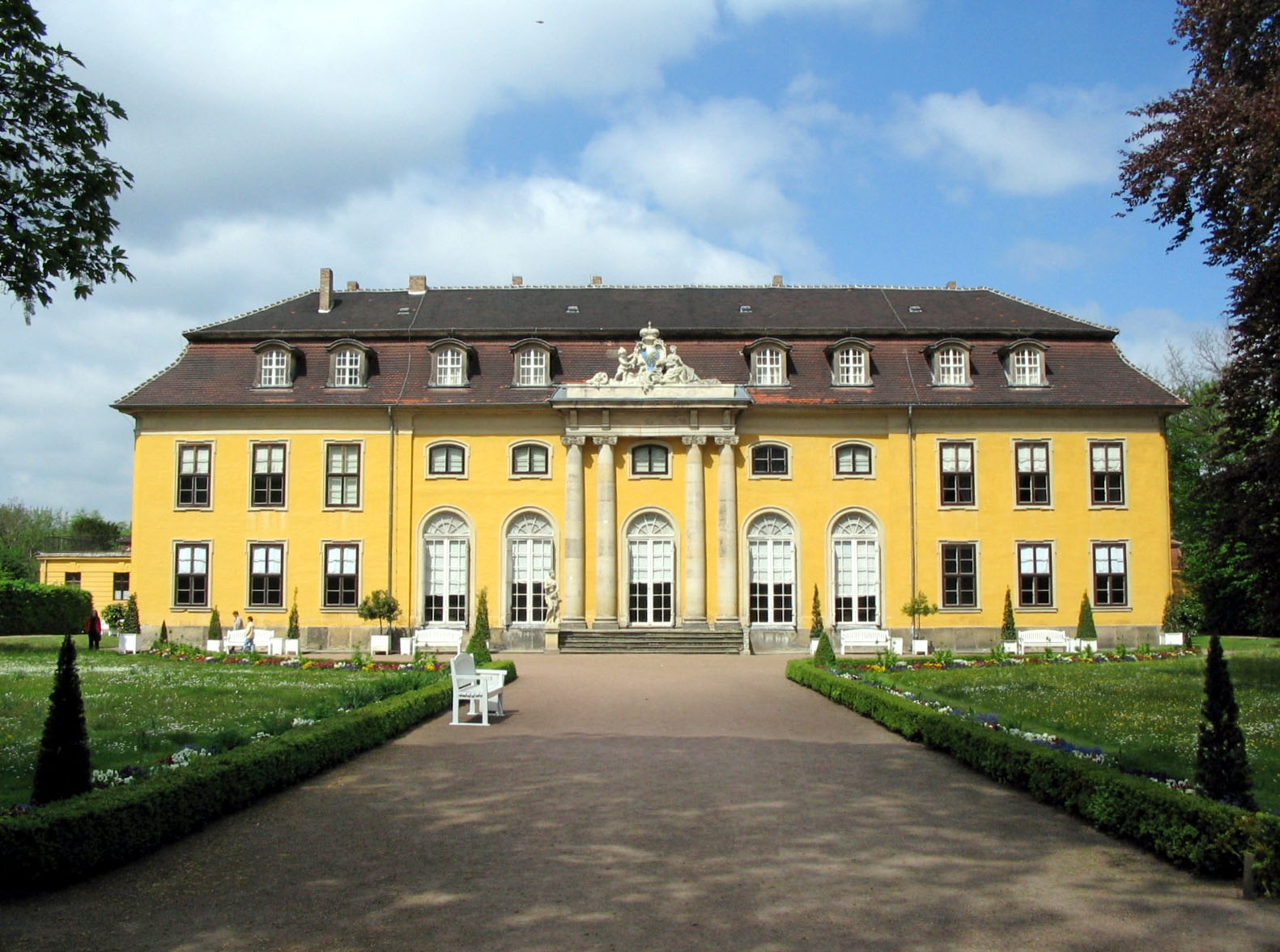
Schloss Mosigkau
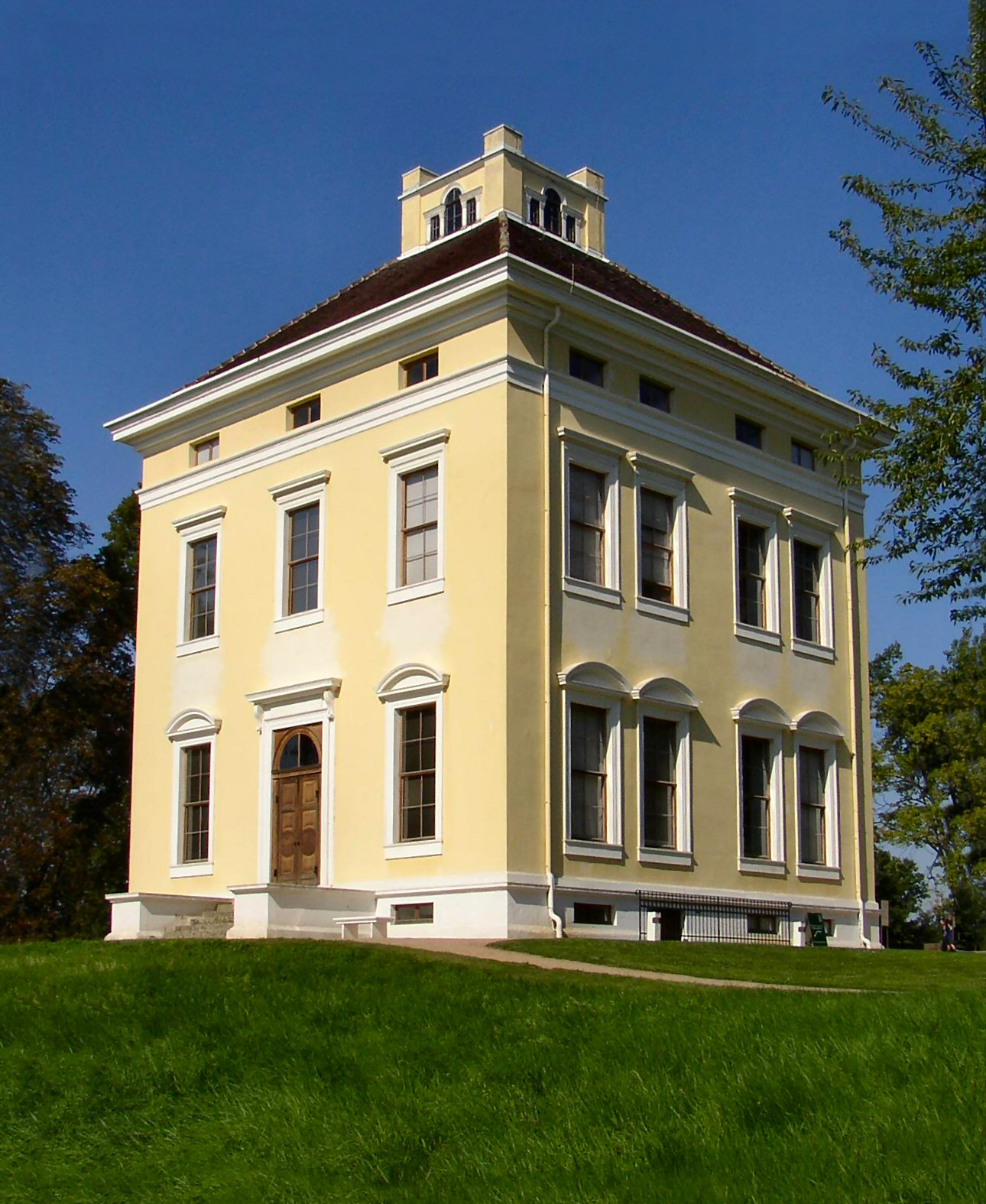
Schloss und Park Luisium
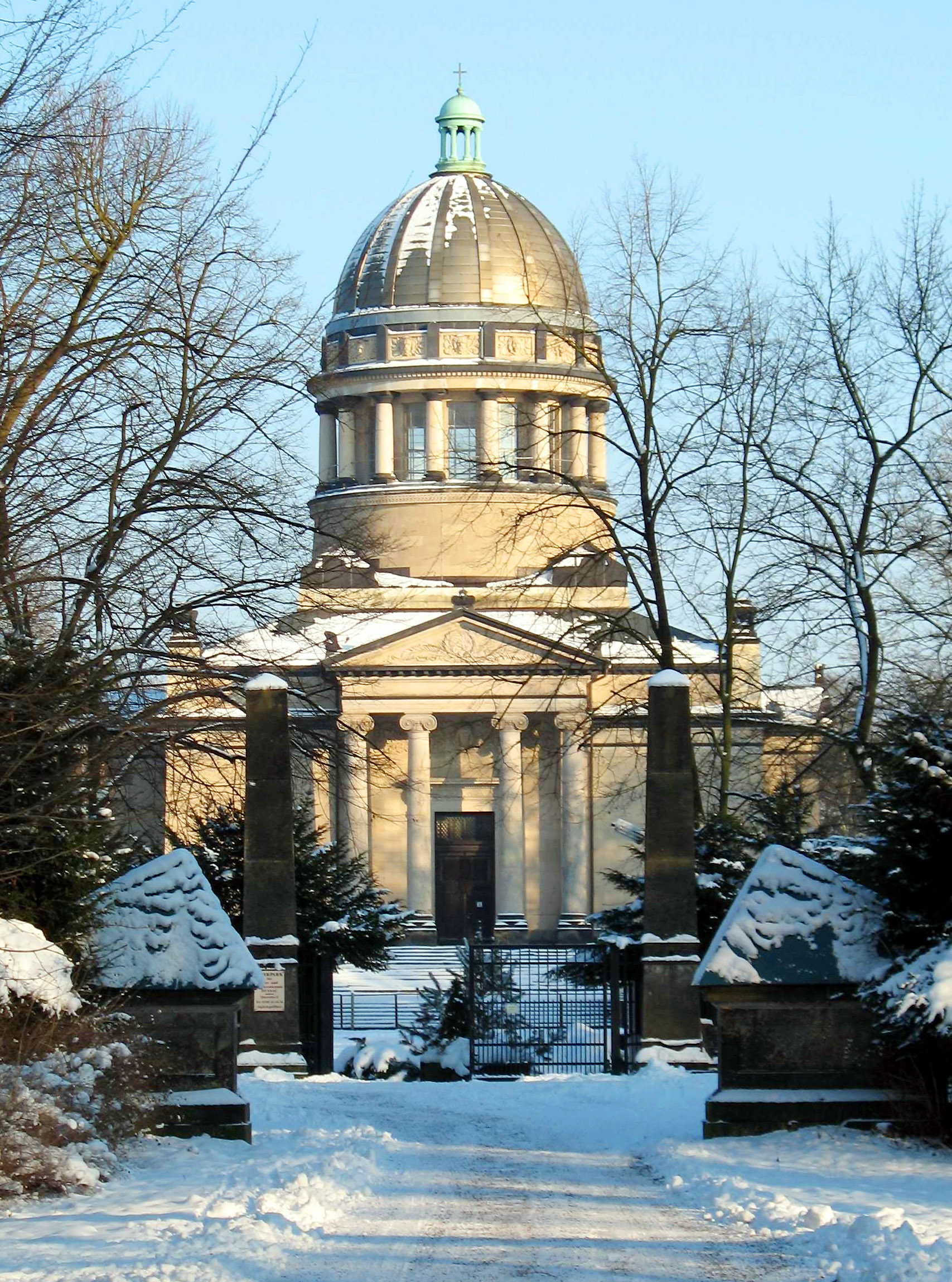
Mausoleum
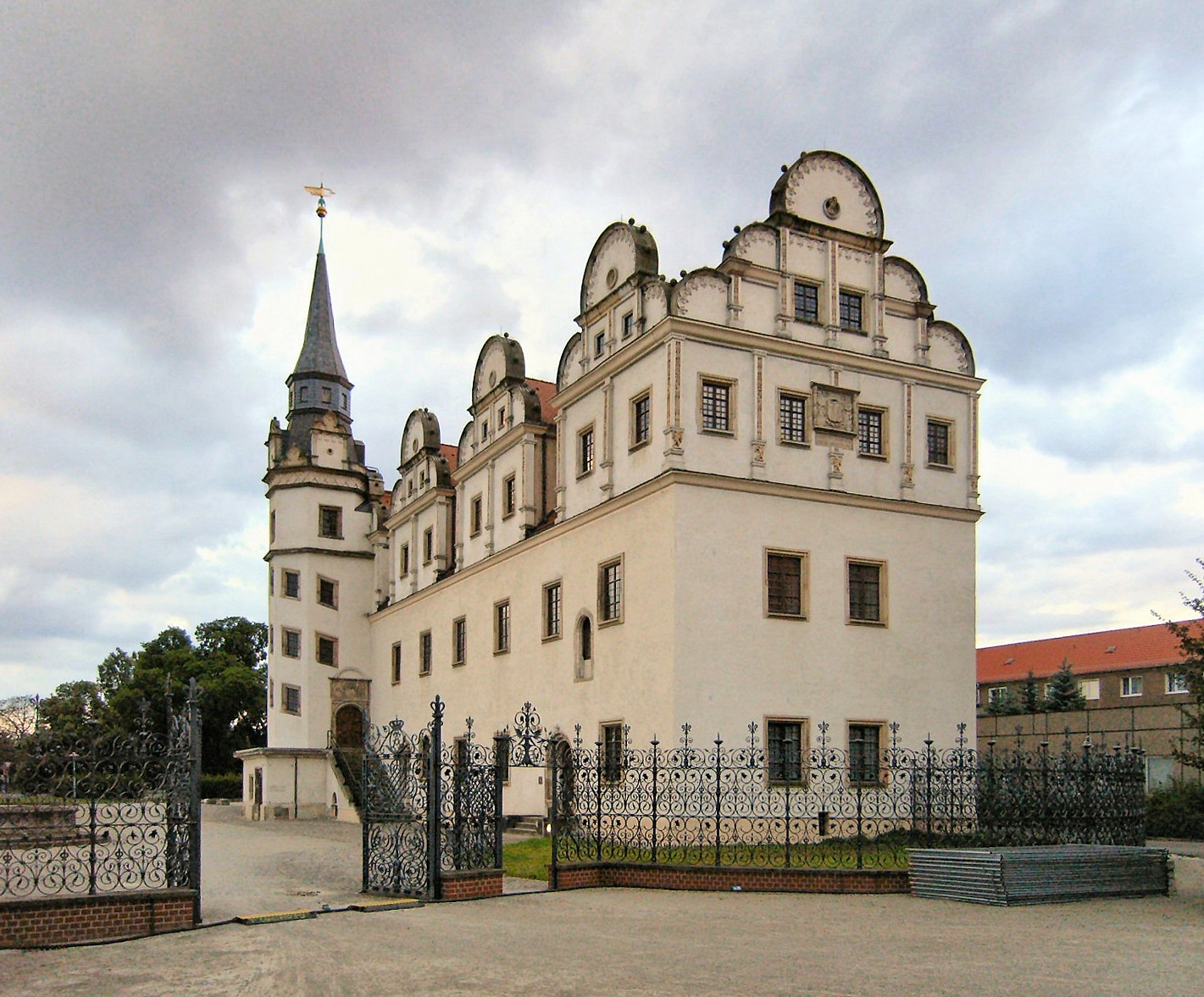
Johannbau

### Museen

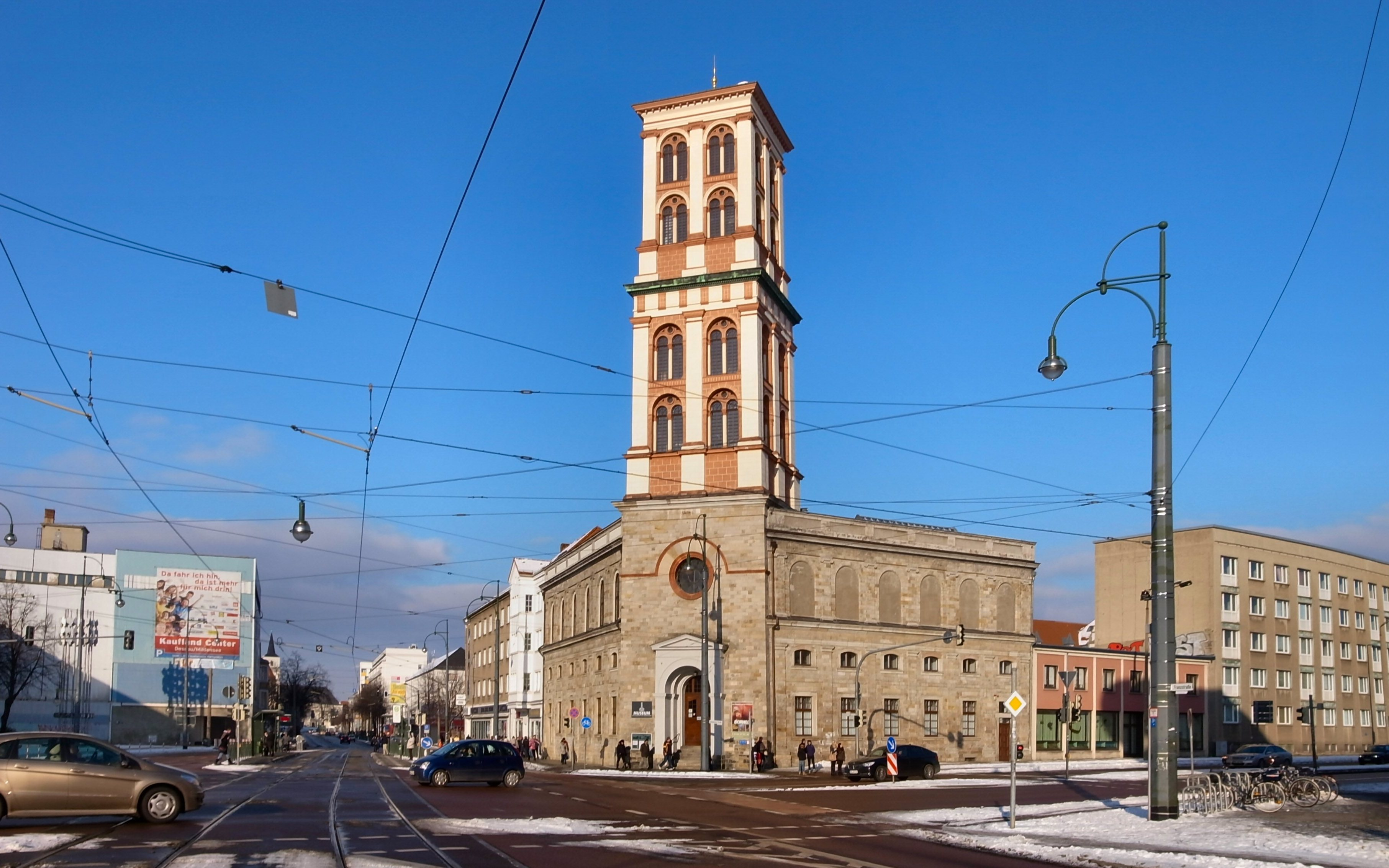
Museum für Naturkunde und Vorgeschichte

- Anhaltische Gemäldegalerie Dessau im Schloss Georgium
- Bauhaus Museum (unterscheide davon Bauhaus Dessau mit eigenem Museum, s. u.)
- Moses Mendelssohn-Zentrum
- Museum für Naturkunde und Vorgeschichte – ständige Ausstellung sowie Sonderausstellungen zu den Themen Natur-Mensch-Umwelt
- Museum für Stadtgeschichte im Johannbau – ständige Ausstellung sowie Sonderausstellungen
- Schiffbau- und Schifffahrtsmuseum Roßlau
- Schloss Luisium
- Schloss Mosigkau – Rokokoensemble mit historischen Räumen und dem „Oranierschatz“ – Gemälde aus dem 17. und 18. Jahrhundert
- Technikmuseum Hugo Junkers

### Theater
- Altes Theater

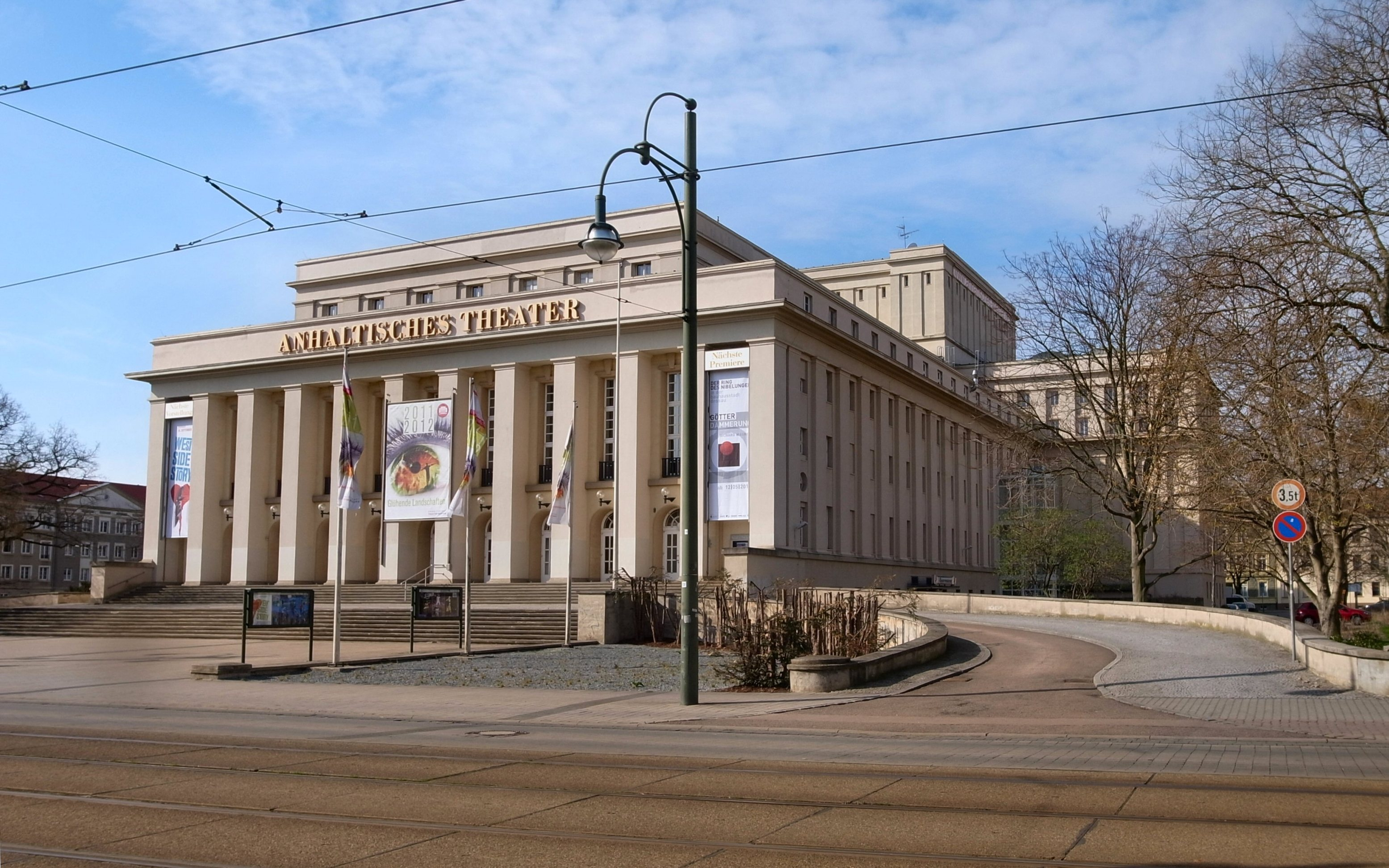
Anhaltisches Theater

- Anhaltisches Theater mit den Sparten Schauspiel, Musiktheater (Oper, Operette, Musical), Ballett, Konzert (Anhaltische Philharmonie) sowie Puppentheater
- Kiez-Kino – eines der kleinsten Kinos in Deutschland mit künstlerisch anspruchsvollen Filmen
- Kurtheater Bitterfeld
- theaterBurg Roßlau

### Weltliche Bauwerke

#### Bauhausbauten – das „moderne Bauen“

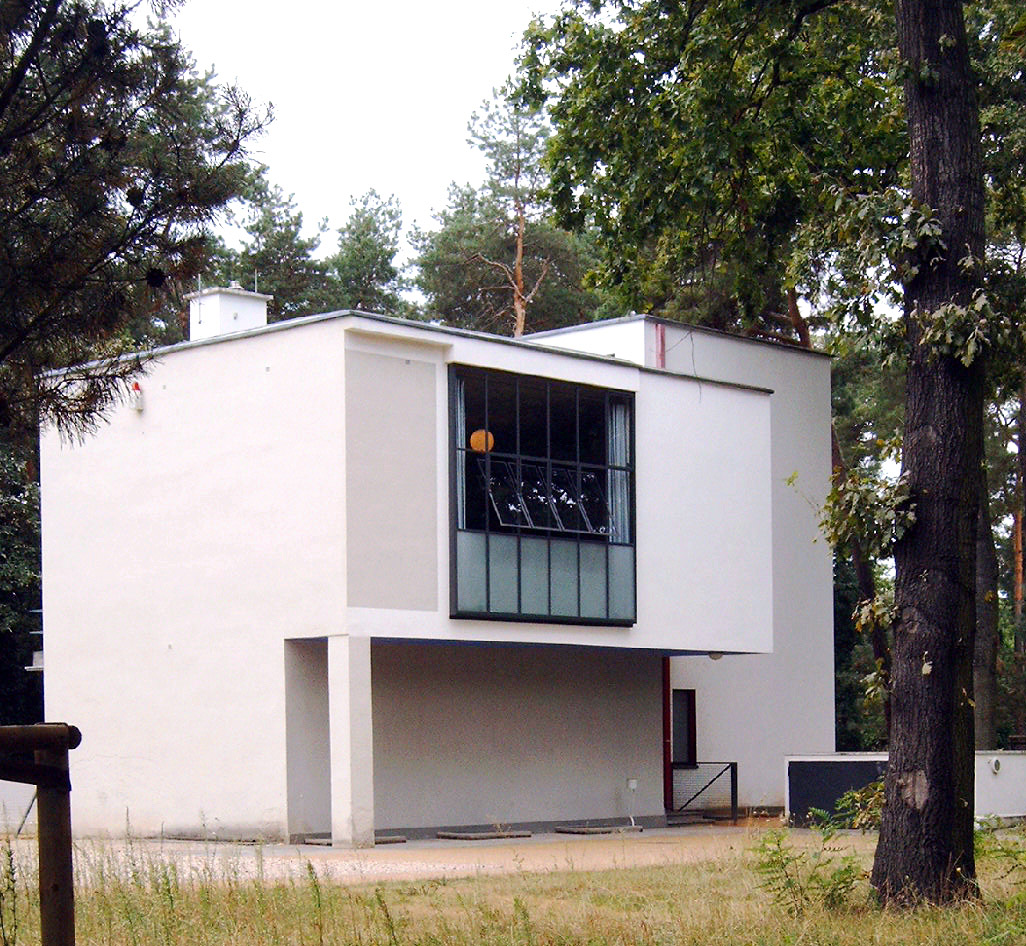
Meisterhaus Feininger

- Bauhaus Dessau mit Museum und audiovisueller Führung
- Meisterhäuser
  - Haus Feininger (Kurt-Weill-Zentrum)
  - Haus Muche-Schlemmer
  - Haus Klee-Kandinsky
  - Gropiushaus, zerstört, nur noch Keller vorhanden, Ticketverkauf, Café und Bücher-Shop
- Siedlung Dessau-Törten mit Konsumgebäude und Stahlhaus, fünf Laubenganghäusern sowie Haus Fieger
- Kornhaus, 1930 von Carl Fieger erbautes Ausflugs-Restaurant

#### Andere historische Gebäude

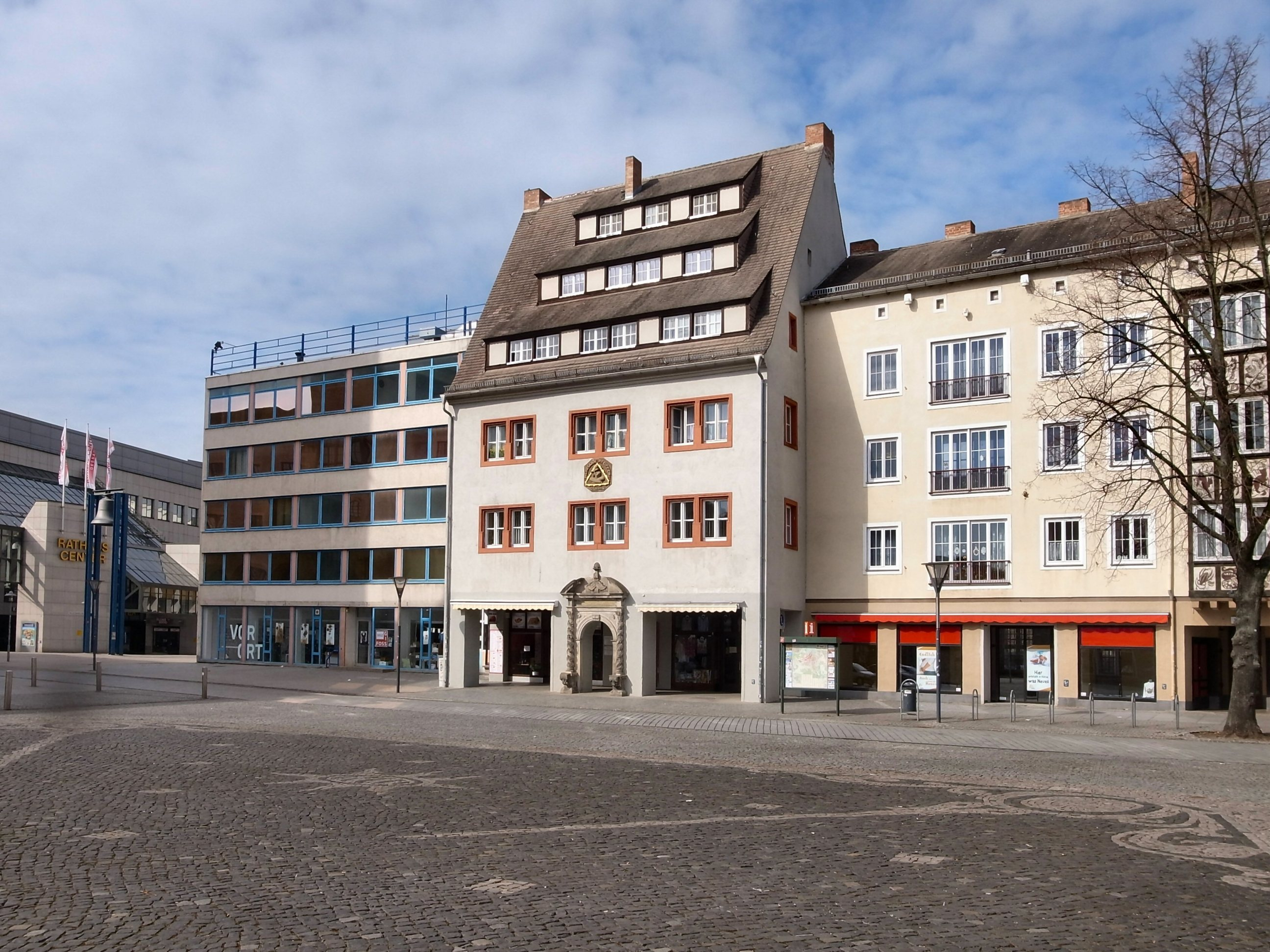
Pfeifferhaus

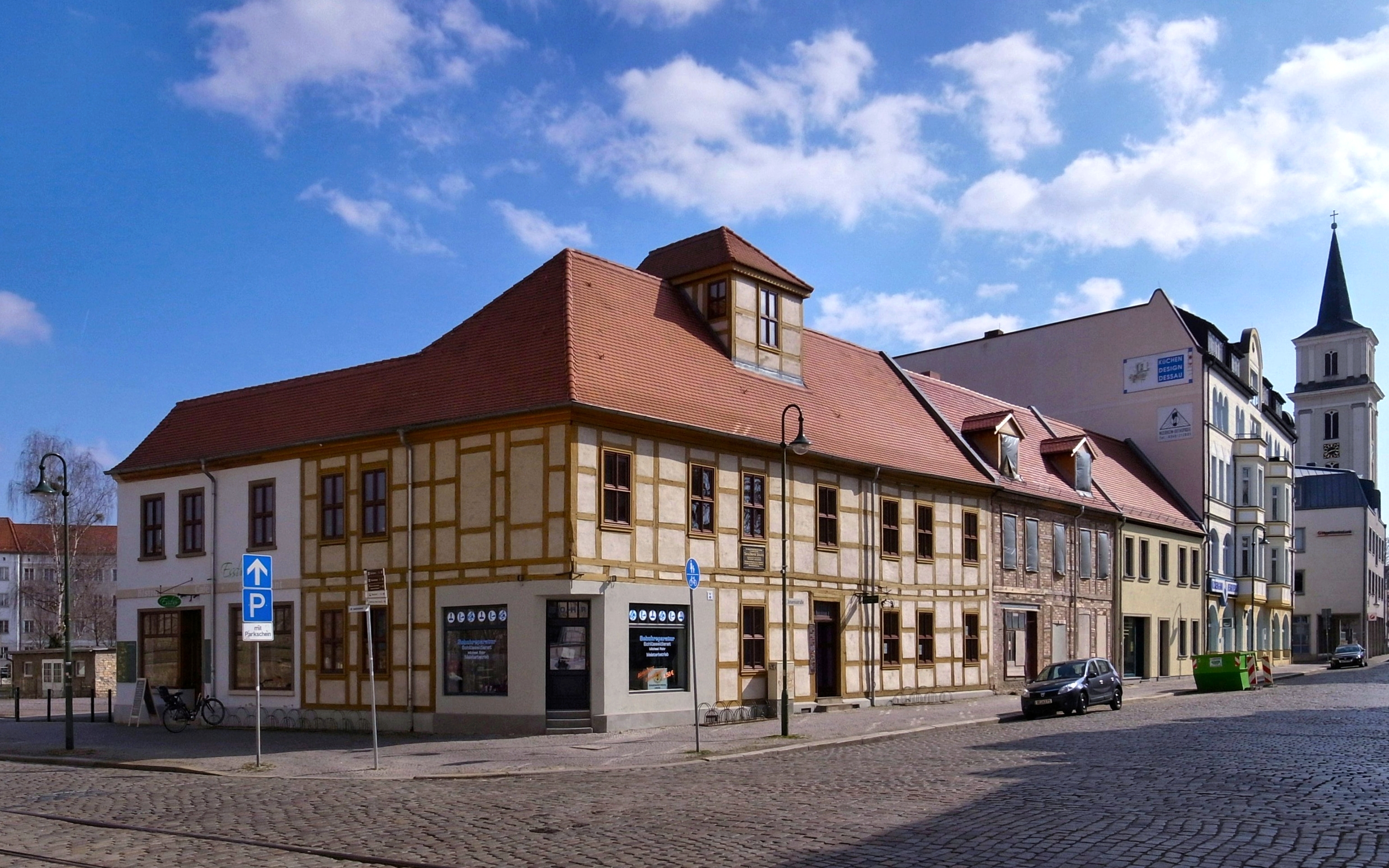
Schwabehaus

- Ehemaliges Dessauer Rathaus, errichtet 1899 bis 1901 im Stil der Neurenaissance mit insgesamt 73 Meter hohem Turm, nach Kriegsschäden 1945 verändert wiederaufgebaut, heute Sitz der Stadtverwaltung von Dessau-Roßlau.
- Palais Waldersee, erbaut 1792 bis 1795, heute Anhaltische Landesbücherei
- Palais Dietrich, erbaut 1747 bis 1752, heute Wissenschaftliche Bibliothek
- Palais Bose, erbaut 1800 bis 1803, zwischen 1950 und 1959 Standort der Anhaltischen Gemäldegalerie, jetzt Seniorenheim
- Palais Branconi („Kristallpalast“), erbaut 1797, als Ruine erhalten
- Palais Minckwitz, erbaut Mitte des 18. Jahrhunderts, Fassade 1819 überarbeitet
- Dessauer Hauptpostamt, neugotischer Bau von 1899 bis 1901, in veränderter Form 1951 wiederaufgebaut
- Pfeifferhaus am Dessauer Marktplatz, 1595 errichtetes Renaissance-Bürgerhaus, nach Kriegsschäden bis 1952 wiederaufgebaut
- Schwabehaus, restaurierter Fachwerkbau aus den 1820er Jahren, Wirkungsstätte des Astronomen Samuel Heinrich Schwabe
- Neuer Wasserturm am Lutherplatz, erbaut 1896/1897
- Ölmühle im Stadtteil Roßlau

#### Bedeutende Bauten nach 1945
- Umweltbundesamt, Wörlitzer Platz (ehemals Am Wörlitzer Bahnhof), Nähe Hauptbahnhof
- Europadorf im Ortsteil Meinsdorf

### Sakrale Bauwerke

#### Evangelische Kirchen

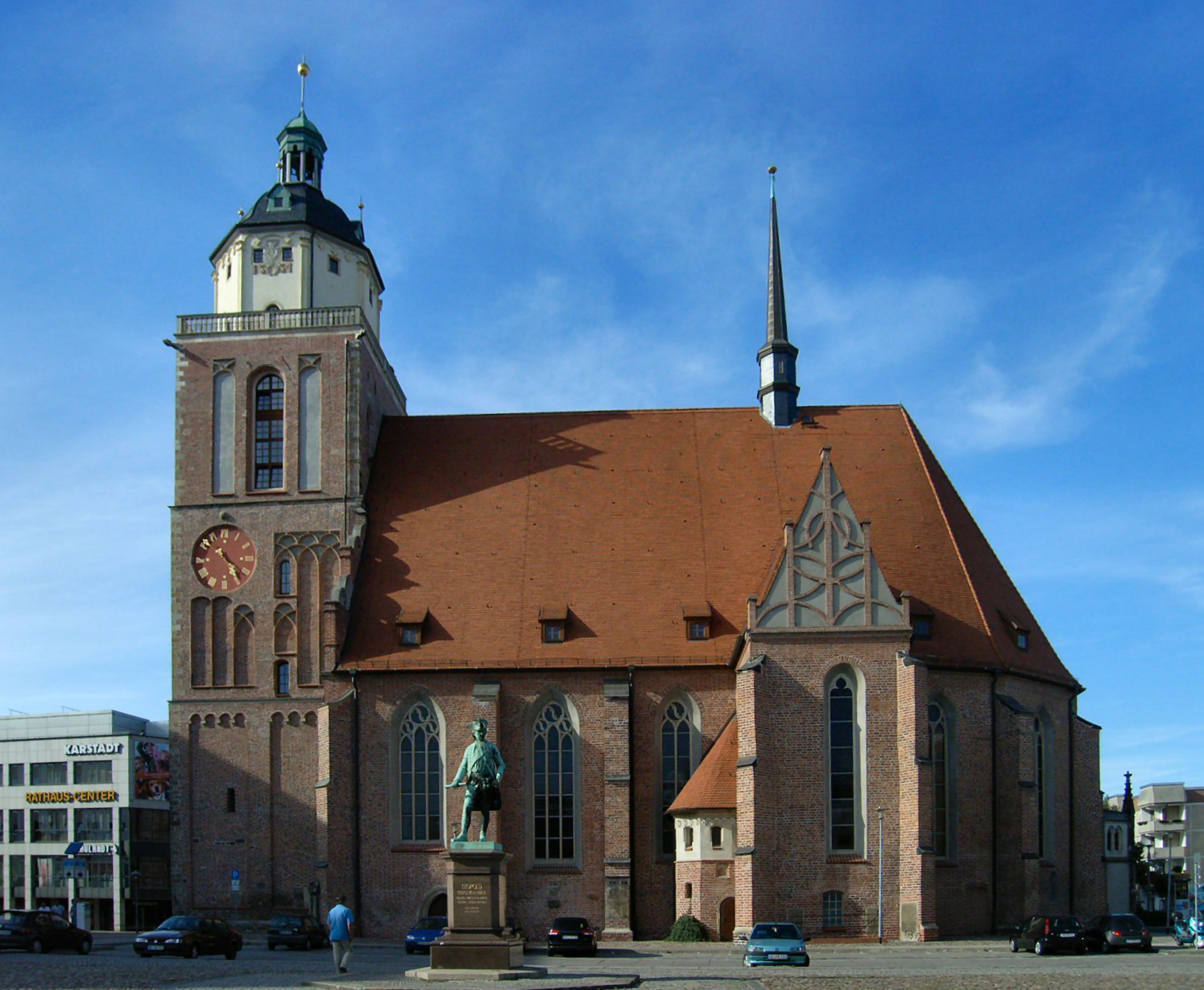
Marienkirche und Fürst-Leopold-Denkmal

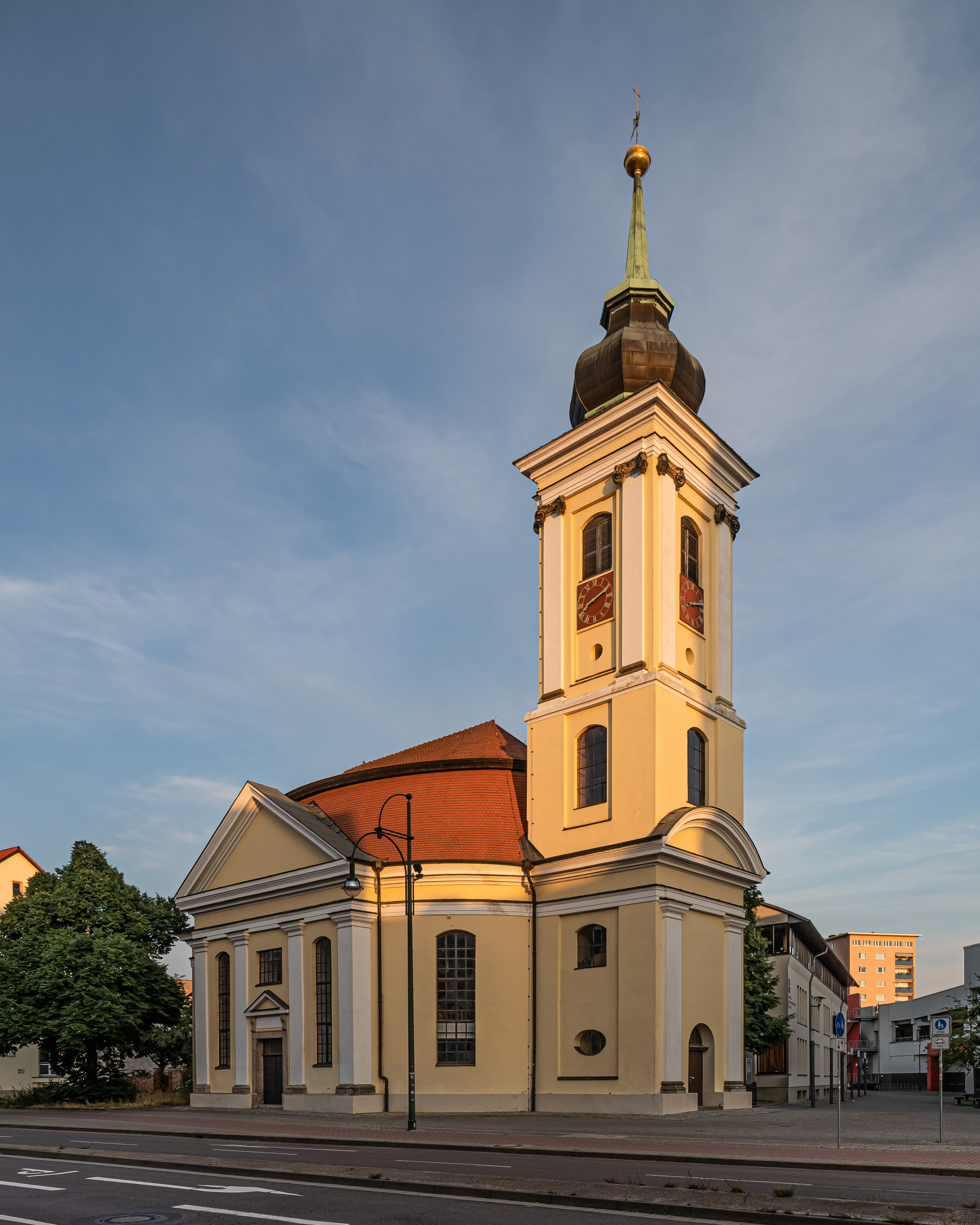
Georgenkirche

- Schlosskirche St. Marien, ehemalige evangelische Hauptkirche der Stadt Dessau
- Johanniskirche: Die 1702 geweihte Kirche der lutherischen Christen von Dessau wurde nach Zerstörung im Zweiten Weltkrieg bis 1955 wieder aufgebaut. Im Innern befinden sich drei Cranach-Gemälde aus der Marienkirche (Christus am Ölberg, Abendmahlsgemälde, Kreuzigungsgemälde).
- Georgenkirche: Barockbau von 1712 bis 1717, im 19. Jahrhundert und in den 1950er Jahren umgebaut
- Petruskirche, erbaut 1903
- Auferstehungskirche im Stadtteil Siedlung, um 1930 errichtet
- Pauluskirche
- Kirche im Ortsteil Jonitz/Stadtteil Waldersee mit Grabmal des Fürsten Franz und seiner Gattin
- Kirche in Dessau-Großkühnau, ein frühes neoromanisches Gebäude
- Pötnitzer Kirche, romanisch
- St. Peter in Törten, älteste Kirche Dessau-Roßlaus
- Kreuzkirche Dessau Süd, in der Siedlung Törten 1932/1933 errichtet
- Christuskirche, erbaut im Jahr 1900 im Stadtteil Ziebigk im neoromanischen Stil
- Evangelische Stadtkirche St. Marien der Stadt Roßlau (Elbe)
- Philipp-Melanchthon-Kirche, Stadtteil Alten
- Martin-Luther-Kirche Mosigkau
- Dorfkirche Rodleben
- Dorfkirche Mühlstedt: Die um 1280 errichtete spätromanische Feldsteinkirche hat einen quadratischen Westturm mit eingezogenem Altarhaus ohne Apsis. Der Altar – Kruzifix in das Schnitzwerk auf der Mensa einbezogen –, eine Arbeit des Holzbildhauers Gustav Kuntzsch aus Wernigerode, stammt wie die gesamte neoromanische Innenausstattung aus der Zeit des Umbaus der Kirche von 1892.[42]
- St.-Johannis-Kirche Natho: Die spätromanische Kirche aus dem 12. Jahrhundert wurde zwischen 1890 und 1892 gründlich repariert und neoromanisch überformt. Im Inneren erneuerte man Gestühl, Altar, Taufstein und Kanzel gänzlich. Den Altar schuf Holzbildhauer Gustav Kuntzsch aus Wernigerode.[43]
- Patronatskirche Neeken
- Dorfkirche Streetz
- Kirche in Kleutsch
- Dorfkirche Brambach
- Kirche Kleinkühnau
- Kirche Sollnitz

#### Katholische Kirchen

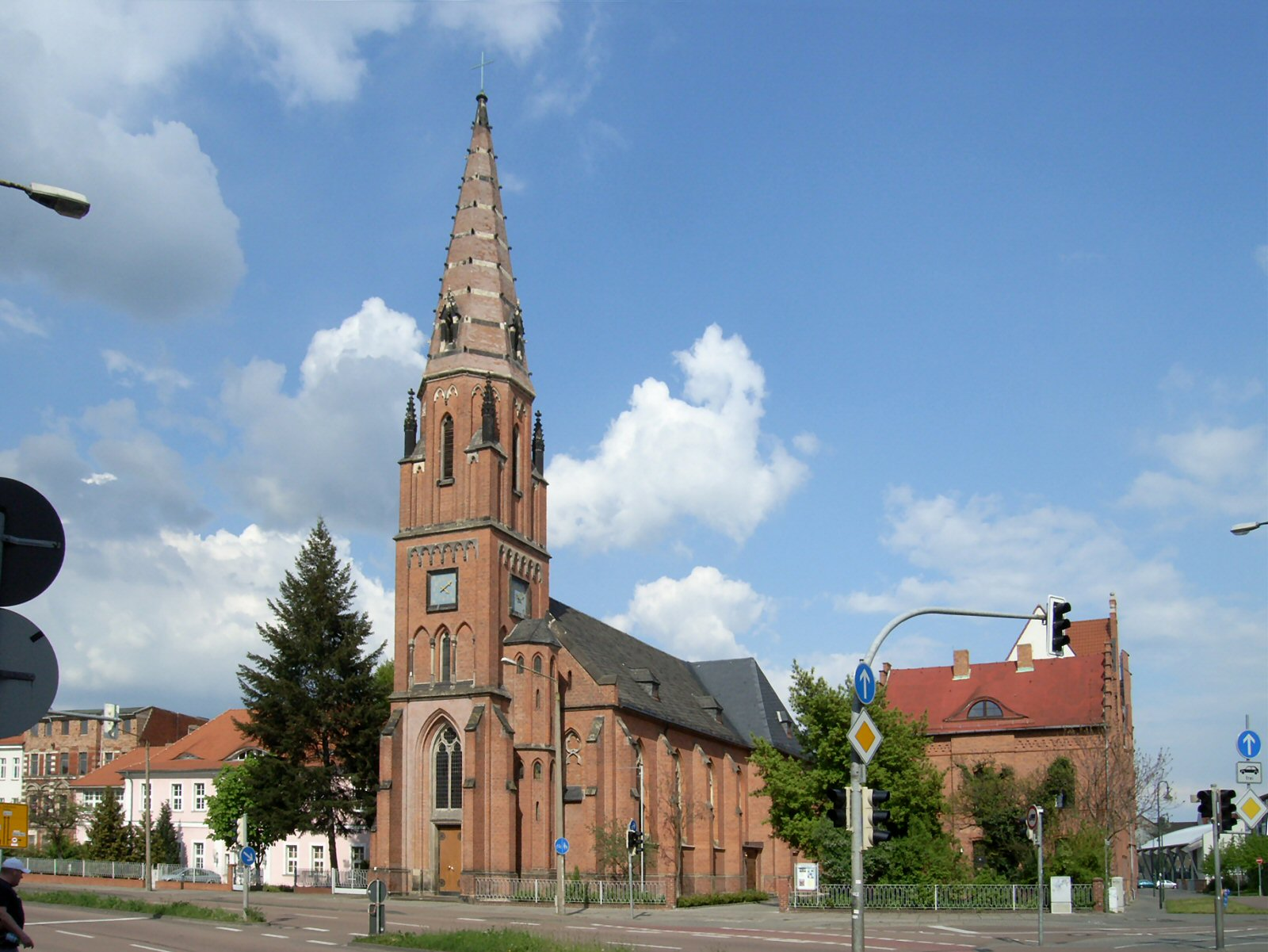
Katholische Propsteikirche St. Peter und Paul in Dessau

Die Propsteikirche St. Peter und Paul wurde 1854 bis 1858 im Stil der Neogotik erbaut. Sie befindet sich in der Dessauer Innenstadt südlich des Albrechtsplatzes. Es handelt sich um eine Pfarrkirche des Bistums Magdeburg.
Die Heilige Dreieinigkeit steht in Dessau-Süd. Ihr Bau wurde 1936 begonnen, aber wegen Rohstoffknappheit im Zuge der Vorbereitungen des Zweiten Weltkriegs wieder abgebrochen. Zu DDR-Zeiten wurde der Bau 1956 vollendet. Dafür wurde u. a. Schutt des Dessauer Bürgerhauses wiederverwendet.
Die Kirche St. Joseph im Stadtteil Alten wurde ab 1905 für die Arbeiter einer Zuckerfabrik errichtet, die aus dem Rheinland nach Dessau verlegt wurde. Die Kirche wurde im Klinkerstil errichtet. Nur der quadratische Glockenturm wurde verputzt.
Die Herz-Jesu-Kirche in Roßlau entstand zwischen 1926 und 1927 im Stil des Neobarock. Sie steht in der Uhlandstraße und ist Sitz der Pfarrei Heilige Familie des Bistums Magdeburg. 

#### Jüdische Einrichtungen

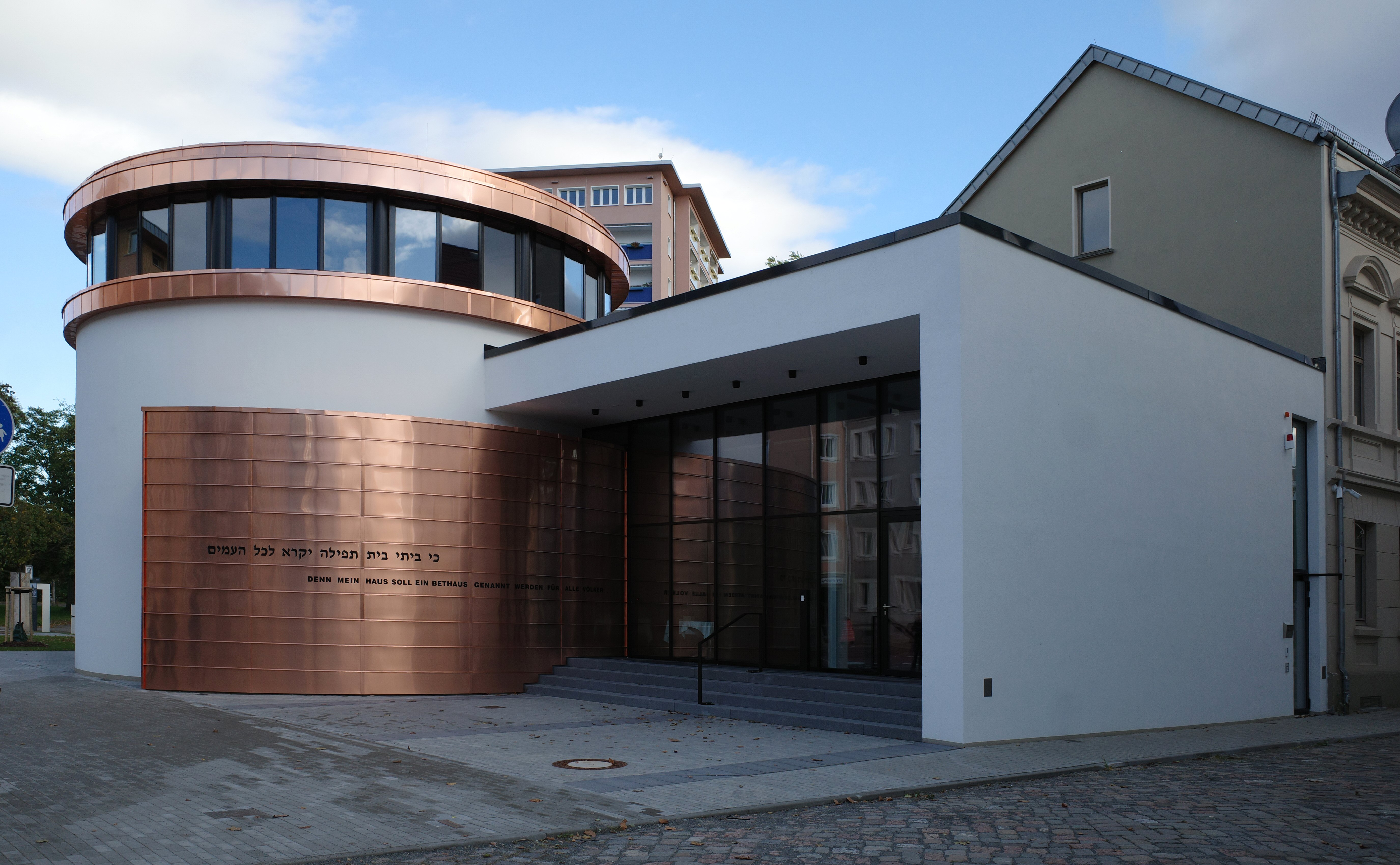
Weill-Synagoge in Dessau

Die Alte Synagoge wurde am 18. Februar 1908 eingeweiht. Das äußere war im Stil der Neoromanik gestaltet, der Innenraum im Stil der Neogotik. Sie stand in der Südvorstadt an der Askanischen Straße. Im Rahmen der Novemberpogrome 1938 wurde sie in Brand gesteckt und danach auf Kosten der jüdischen Gemeinde abgetragen.
Das Kantorhaus (Rabbinerhaus) wurde 1889 errichtet. Es ist heute das religiöse und kulturelle Zentrum der Dessauer Jüdischen Gemeinde.
Die Neue Synagoge (auch Weill-Synagoge genannt) wurde 2023 eröffnet. Das Gebäude war der erste Neubau einer Synagoge in den Neuen Bundesländern seit dem Ende des Zweiten Weltkriegs.

### Denkmäler

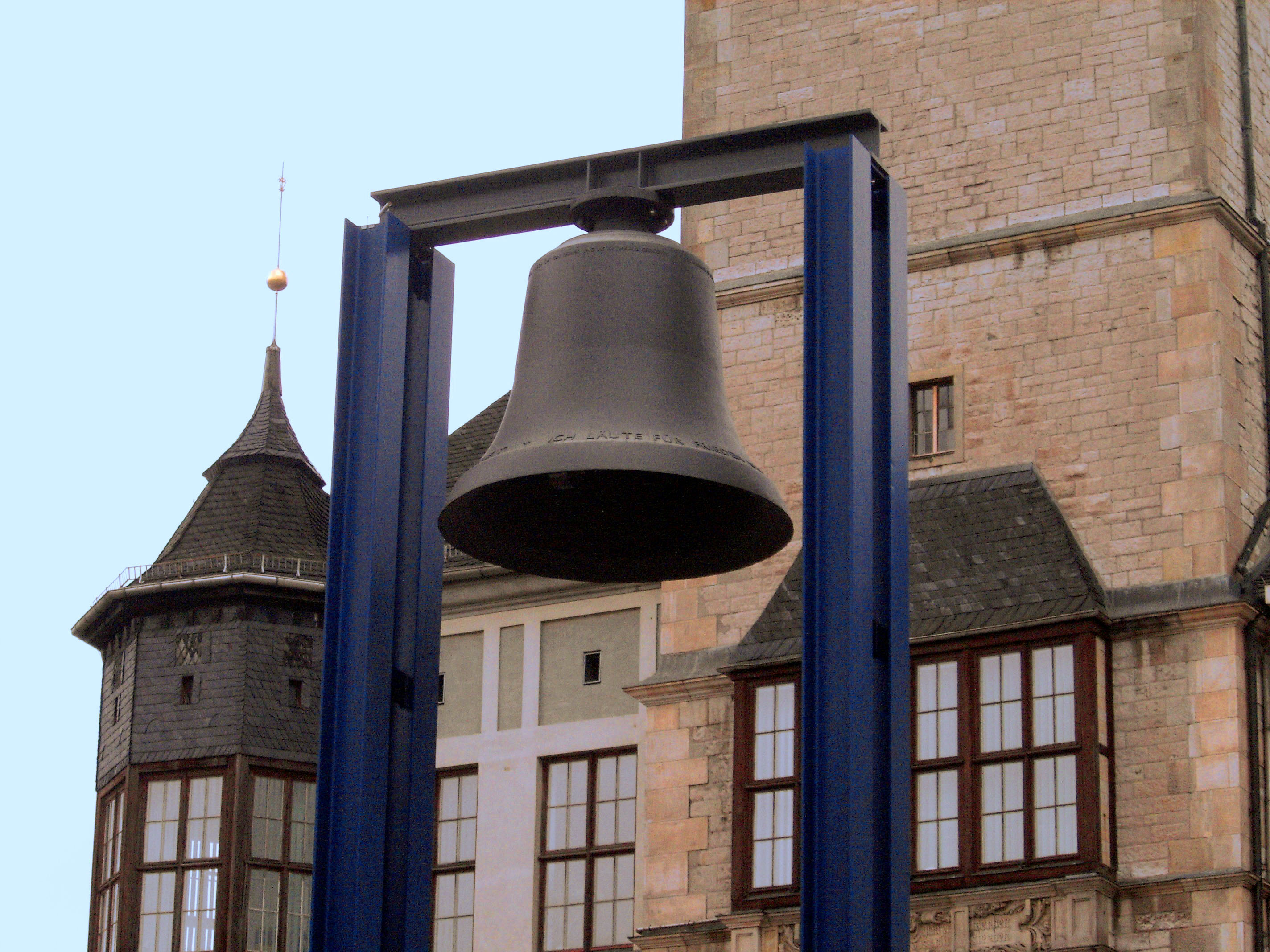
Friedensglocke vor dem Rathaus Dessau (2006)

- Fürst Leopold I. von Anhalt-Dessau („Der alte Dessauer“), Schlossplatz
- Fürst Leopold III. Friedrich Franz („Vater Franz“), vor der Johanniskirche
- Denkmal „DEN TOTEN DES II. WELTKRIEGES: 1940.1941.1942.1943.1944.1945“ auf dem Friedhof 2
- Denkmal „MEMENTO 7. MÄRZ 1945“: Am Rande der Gräberfelder für die Opfer der Luftangriffe auf Dessau im Zweiten Weltkrieg auf dem Friedhof 2
- Gedenkstein an das Jahrhunderthochwasser im August 2002, Dessau-Waldersee, Schwedenwall
- Mahnmal zur Erinnerung an die Herstellung von Zyklon B, Brauereibrücke
- Mahnmal von 1958 für die Opfer des Faschismus, Stadtpark; Ehrenstätte für die Verfolgten des Naziregimes, Friedhof III; Gedenkstein für die Opfer des Faschismus und Stalinismus, Mildensee Wilhelm-Feuerherdt-Platz
- Sandstein-Stele am einstigen Standort der Synagoge, Askanische Straße/Ecke Kantorstraße
- Grabstätte des sozialdemokratischen Reichsbannerführers Wilhelm Feuerherdt, Friedhof I
- Gedenkstelen für ermordete Antifaschisten von örtlicher Bedeutung: Friedrich Mentzel, Ziebigk, Saalestraße/Ecke Schulstraße; Hans Heinen, Junkalor-Werk; Karl Hans und Wilhelm Bieser, Haftanstalt Willy-Lohmann-Straße; Paul Kmiec, Altenheim Schwarzer Weg
- Gedenkorte für ermordete Antifaschisten von nationaler Bedeutung: Werner Seelenbinder, Grundschule Törten, Möster Straße; Ernst Thälmann, in Törten Am Hang und in Dessau-Süd, Lorkstraße; die Geschwister Scholl, Grundschule gleichen Namens in der Bernburger Straße, sowie in Mildensee, Tiergartenstraße/Ecke Breitscheidstraße
- Plastik von Kurt Weill und Bertolt Brecht (sich gegenüber sitzend mit Weltkugel dazwischen), Lidice-Platz, Nord
- Friedensglocke: Aus dem Stahl der in der Wende 1989 eingesammelten und vernichteten Waffen der Kampfgruppen gegossen, am Rathaus
- Jahnstein zum Gedenken an Friedrich Ludwig Jahn in der Hauptstraße 66 in Roßlau
- Zum 30. Jahrestag der Wiedervereinigung Deutschlands am 3. Oktober 2020 wurde das Michail-Gorbatschow-Denkmal auf dem Platz der Deutschen Einheit enthüllt.

### Regelmäßige Veranstaltungen
- Kurt-Weill-Fest
- Elbebadetag
- Farbfest des Bauhauses Dessau

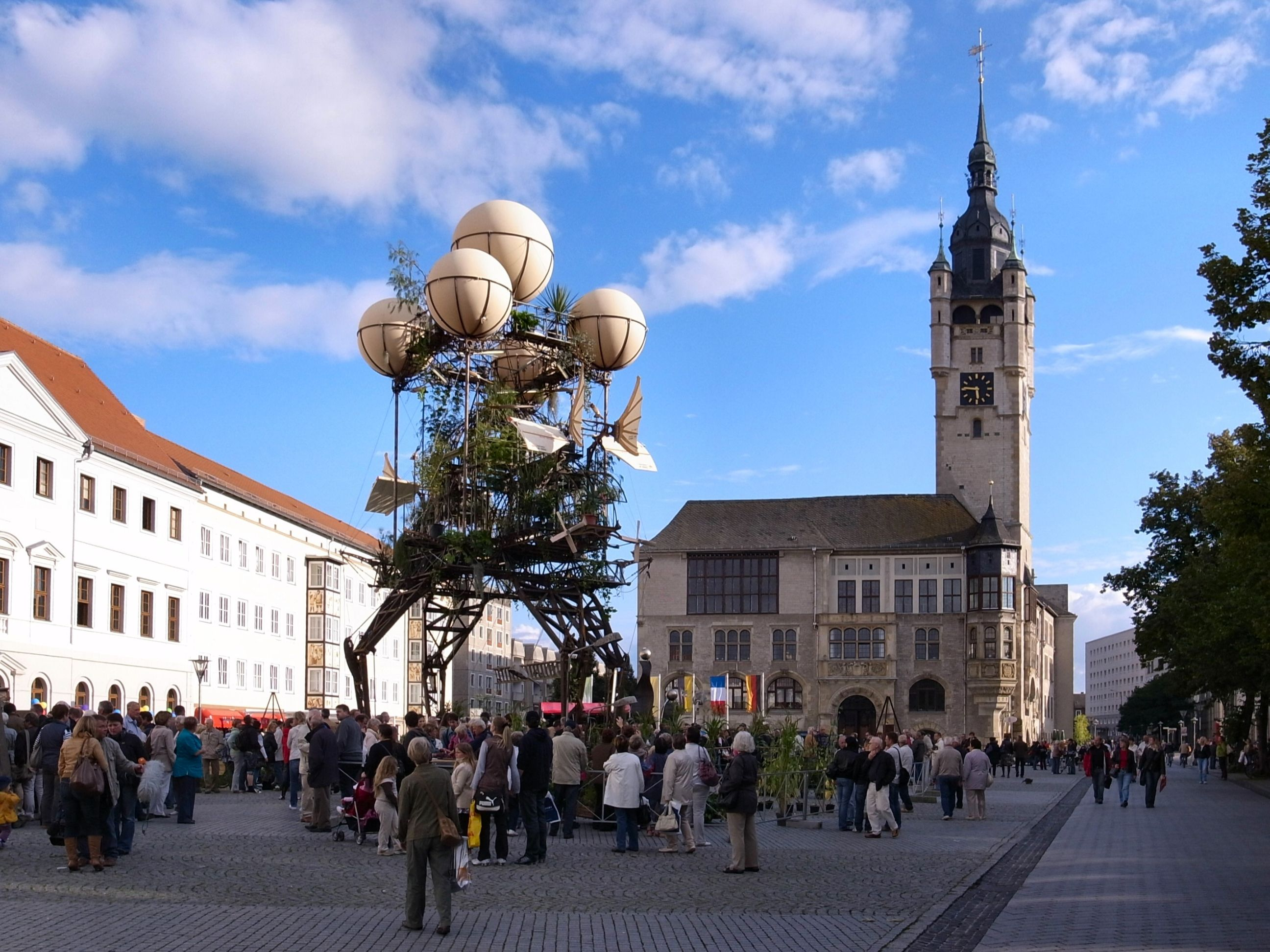
Farbfest Grün, Landung der Aeroflorale II

- JAZZ|KULTTOUR Museumsnacht in Dessau-Roßlau
- Lange Nacht der Sterne (im Walter Gropius Gymnasium)
- Leopoldsfest mit Mittelaltermarkt, seit 2004 als Stadtfest (Wochenende zum Monatswechsel Juni/Juli)
- Nachtschicht – Kneipenmusiknacht (Samstag in Mai und September)
- Großer Schifferball (2. Samstag im neuen Jahr)
- Ostermarkt auf der Wasserburg (Palmsonntag)
- Osterfeuer (in der Nacht zum Ostersonntag in allen Stadtteilen, besonders beliebt aber in Mühlstedt)
- Badewannenrennen auf der Rossel (Pfingstmontag)
- Motorbootrennen auf dem Kornhauskurs auf der Elbe (seit 1957)
- Hörspielnächte auf der Wallwitzburg (Juli/August) seit 2007
- Burgtheatersommer des theaterBurg Roßlau auf der Wasserburg Roßlau (Anfang August) (2012 aufgrund ausbleibender finanzieller Förderung vom Kultusministerium Sachsen-Anhalt geschlossen)
- Heimat- und Schifferfest (immer am letzten Wochenende im August)
- Backhausfest mit Bauernmarkt in Streetz (2. Samstag im September)
- Adventsmarkt auf der Wasserburg (3. Adventswochenende)
- This Is Ska: eines der größten europäischen Ska-Festivals in der Roßlauer Wasserburg (Juni/Juli)
- Karneval: Dessau-Roßlau gilt zusammen mit Köthen (Anhalt) als Hochburg des Karnevals in Sachsen-Anhalt.
- Metalfest Open Air Germany: Zwischen 2009 (da noch unter dem Namen Legacyfest) und 2012 jährlich (Mitte/Ende Mai) stattgefundenes Metalfestival auf dem Flugplatz Dessau.
- Destruction Derby: Hardcore-Festival in der Roßlauer Wasserburg, findet seit 2013 jährlich (im August) statt.
- Dog & Family Festival – Eine Familienveranstaltung im Juni / Juli rund um das tierische Wohlbefinden
- Adventure Dog Race – Für interessierte sportlich begeisterte Hundebesitzer

## Wirtschaft und Infrastruktur

### Allgemeine Wirtschaftsdaten
Im Jahre 2021 erbrachte Dessau-Roßlau ein Bruttoinlandsprodukt (BIP) von 2,621 Milliarden €. Das BIP pro Kopf lag im selben Jahr bei 32.887 € (Sachsen-Anhalt: 31.464 €/ Deutschland 44.190 €). In der Stadt gab es 2021 ca. 41.000 erwerbstätige Personen. Die Arbeitslosenquote lag im Dezember 2024 bei 9,0 %. Sie ist in Dessau-Roßlau seit Dezember 2021 (7,6 %) um 1,4 Prozentpunkte gestiegen.
Der Zukunftsatlas 2022 listet Dessau-Roßlau auf Platz 358 von 400 kreisfreien Städten und Landkreisen und weist für die Stadt „hohe Risiken“ aus.

### Unternehmen
Dessau-Roßlau ist eines der Zentren im Industriegebiet Halle-Leipzig. Bis 1945 war die Stadt bekannt für Erzeugnisse des Maschinen- und Anlagenbaus sowie des Flugzeugbaus (Waggonbau, Bahnwerk, Junkerswerke, Polysius Zementanlagen).
War die Wirtschaft bis zur Wende 1990 noch von Großbetrieben dominiert (rund 300 Betriebe stellten rund 55.000 Arbeitsplätze zur Verfügung), so ist der seither eingetretene Strukturwandel hin zu einem Dienstleistungsstandort stark von Klein- bis mittelständischen Betrieben geprägt (ca. 42.000 Arbeitsplätze in rund 3.500 Betrieben). Wie für ein Oberzentrum üblich, strahlt Dessau-Roßlau in die Region aus, sodass viele Beschäftigte aus dem Umland einpendeln. Die Arbeitslosenquote lag Mitte 2017 bei ca. 8,7 %.
Innerhalb des Dienstleistungssektors haben die Kommunikationsbranche (Callcenter), der Einzelhandel und die Gesundheitsbranche große Bedeutung. Seit einigen Jahren etabliert sich die Stadt als Standort der Pharmaindustrie. Auch der traditionelle Maschinen- und Anlagenbau hat weiterhin Bedeutung.
Strukturbestimmende Unternehmen der Stadt sind die IDT Biologika GmbH mit ca. 1.600 Beschäftigten, die DB Fahrzeuginstandhaltung GmbH Werk Dessau der Deutsche Bahn mit ca. 1.300 Beschäftigten und die AEM-Anhaltische Elektromotorenwerk Dessau GmbH.

### Medien
In Dessau-Roßlau erscheint der AnhaltKurier als Lokalausgabe der Mitteldeutschen Zeitung. Die kostenlosen Anzeigenblätter Wochenspiegel und Super Sonntag erscheinen wöchentlich. Regjo – Das Regionaljournal für den Wirtschaftsraum Leipzig/Halle erscheint vierteljährlich. leo-Das Anhalt Magazin ist das regionale Veranstaltungs- und Kulturmagazin und erscheint monatlich.
Der Mitteldeutsche Rundfunk und radio SAW unterhalten jeweils ein Lokalstudio in Dessau-Roßlau. Im Kabelnetz der Stadt sendet der Offene Kanal Dessau. Weiterhin sendet der Regionalsender RAN 1 über Kabel und per Antenne auf Kanal 54.

### Öffentliche Einrichtungen

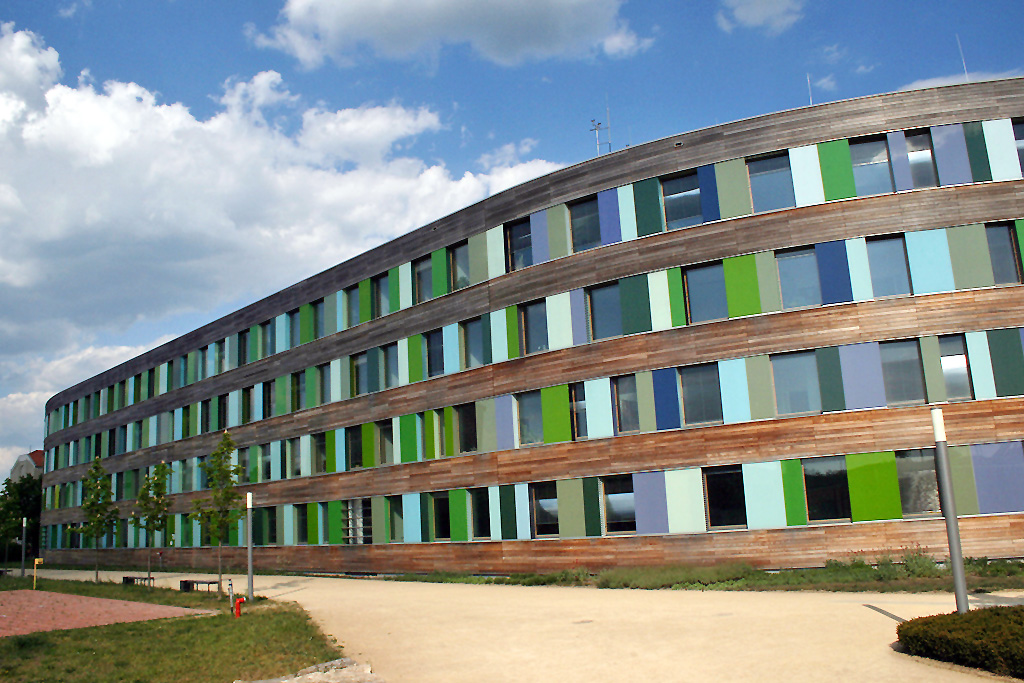
Umweltbundesamt

#### Ämter, Behörden und weitere Institutionen
- Stadtverwaltung
- Deutsches Rotes Kreuz (DRK)
- Bundesanstalt Technisches Hilfswerk (THW)
- Feuerwehr Dessau-Roßlau
- Landeseichamt, Außenstelle
- Landesverwaltungsamt, Nebenstelle
- Landesrechnungshof Sachsen-Anhalt
- Landesstraßenbaubehörde, Regionalbereich Ost
- Landesamt für Vermessung und Geoinformation
- Finanzamt
- Verbraucherzentrale
- Evangelische Landeskirche Anhalts
- Industrie- und Handelskammer (IHK) Halle-Dessau – Geschäftsstelle Dessau-Roßlau
- Umweltbundesamt, Hauptstelle
- Maschinenbau- und Metall-Berufsgenossenschaft
- Justiz: Amtsgericht Dessau-Roßlau, Arbeitsgericht, Finanzgericht, Justizvollzugsanstalt, Landesverfassungsgericht Sachsen-Anhalt, Landgericht, Sozialgericht, Staatsanwaltschaft, Verwaltungsgericht
- Kreishandwerkerschaft Anhalt Dessau-Roßlau/Wittenberg

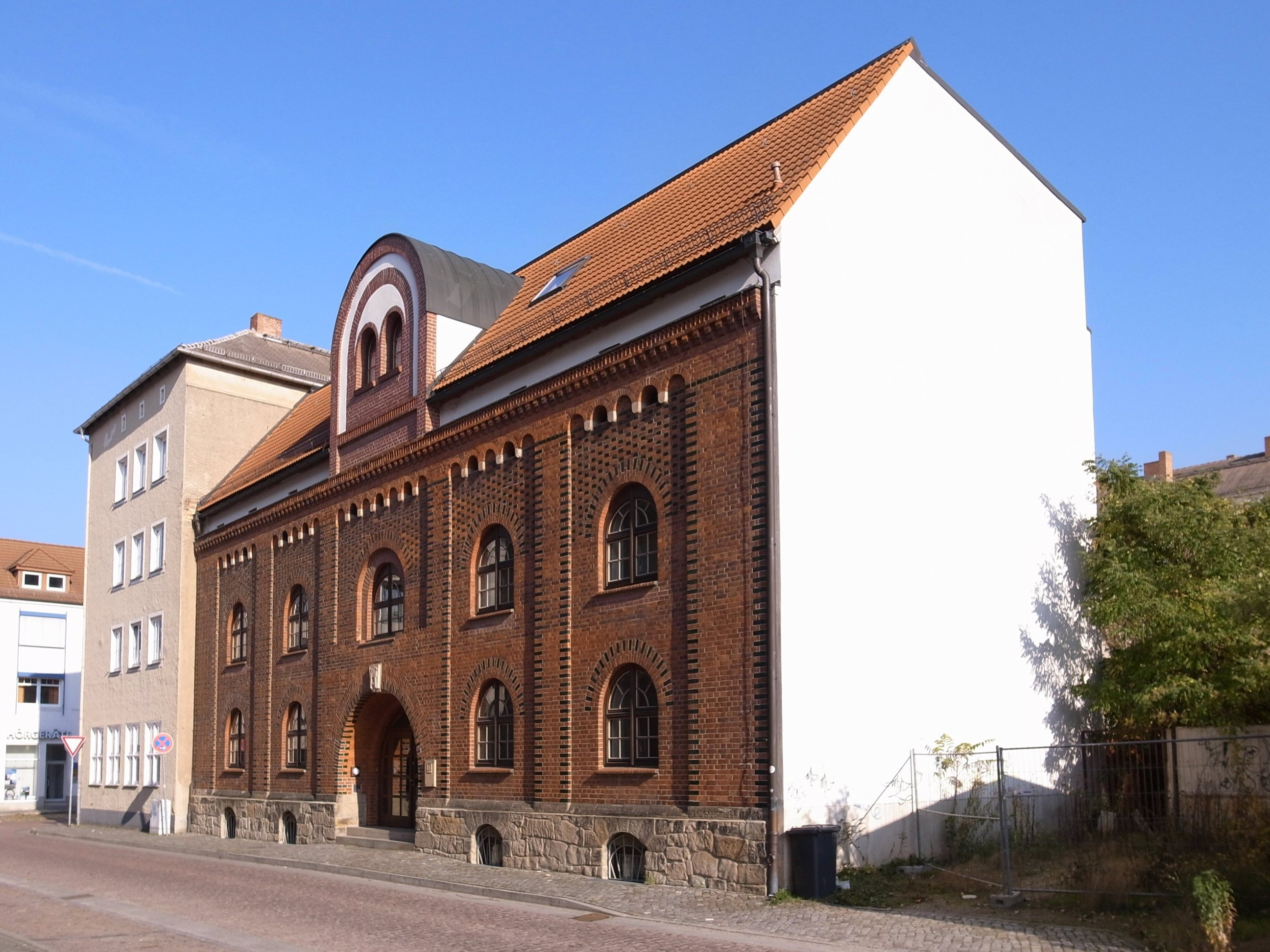
Stadtarchiv Dessau-Roßlau

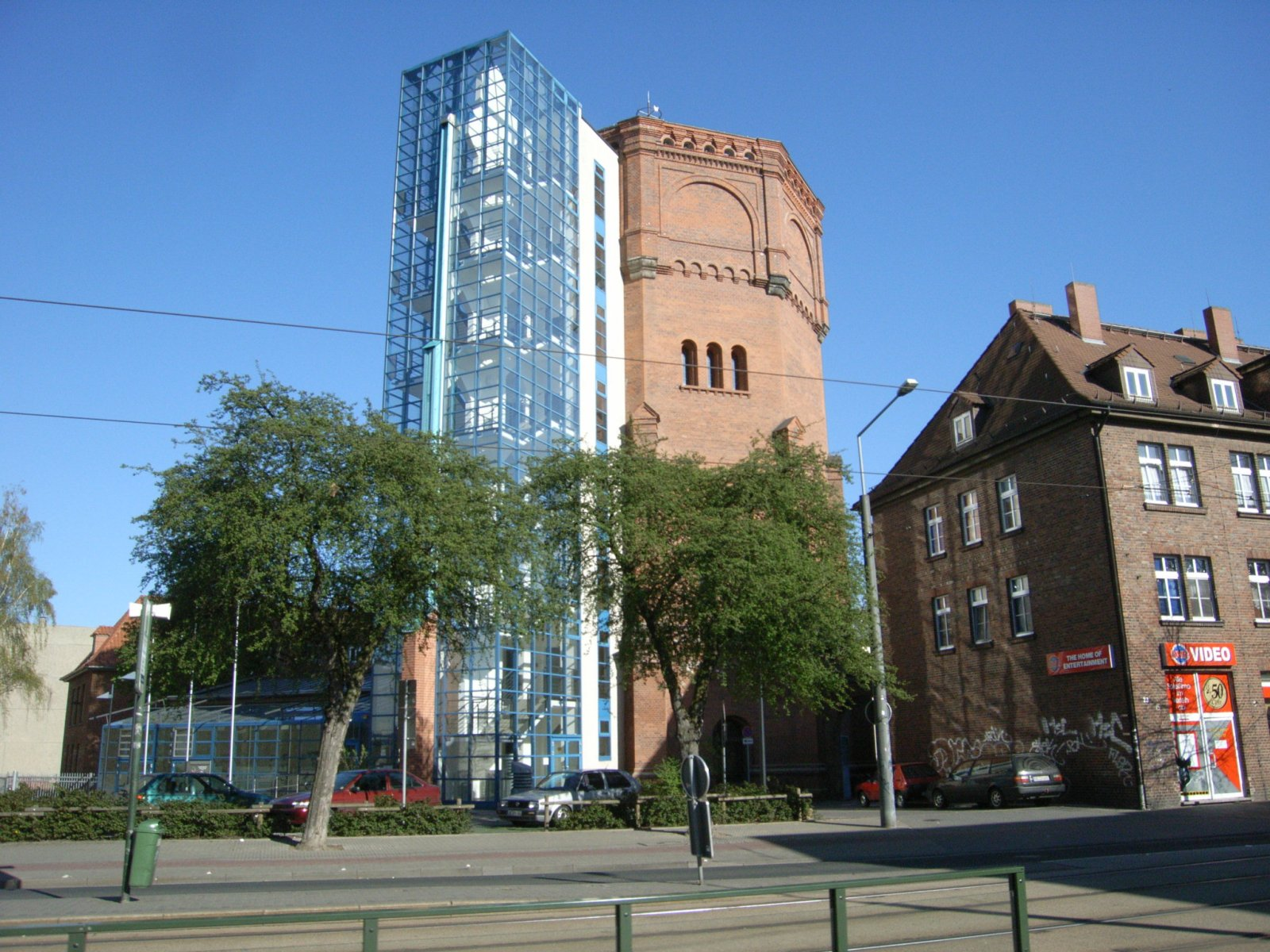
Landeshauptarchiv Sachsen-Anhalt

#### Bibliotheken und Archive
- Anhaltische Landesbücherei Dessau mit Hauptbibliothek, Wissenschaftlicher Bibliothek und Sondersammlungen; Stadtteilbibliotheken in Süd, Ziebigk, Zoberberg und in Roßlau. Im Stadtteil Rodleben befindet sich eine Ausleihstelle.
- Stadtarchiv
- Landeshauptarchiv Sachsen-Anhalt, Standort Dessau – im sehenswerten alten Wasserturm untergebracht
- Fachbibliothek Umwelt im Umweltbundesamt, Bestand: über 350 000 Medieneinheiten, knapp 1000 laufend gehaltene Zeitschriften zu Umweltfragen (größte Umweltbibliothek im deutschsprachigen Raum)

#### Krankenhäuser
- Städtisches Klinikum Dessau (Das Hauttumorzentrum des Klinikums ist neben dem des Quedlinburger Klinikums das einzige zertifizierte in Sachsen-Anhalt.[54])
- St.-Joseph-Krankenhaus – Fachkrankenhaus für Psychiatrie, Psychotherapie, Psychotherapeutische Medizin der Alexianer
- Diakonissenkrankenhaus Dessau – Krankenhaus der Anhaltischen Diakonissenanstalt

#### Friedhöfe

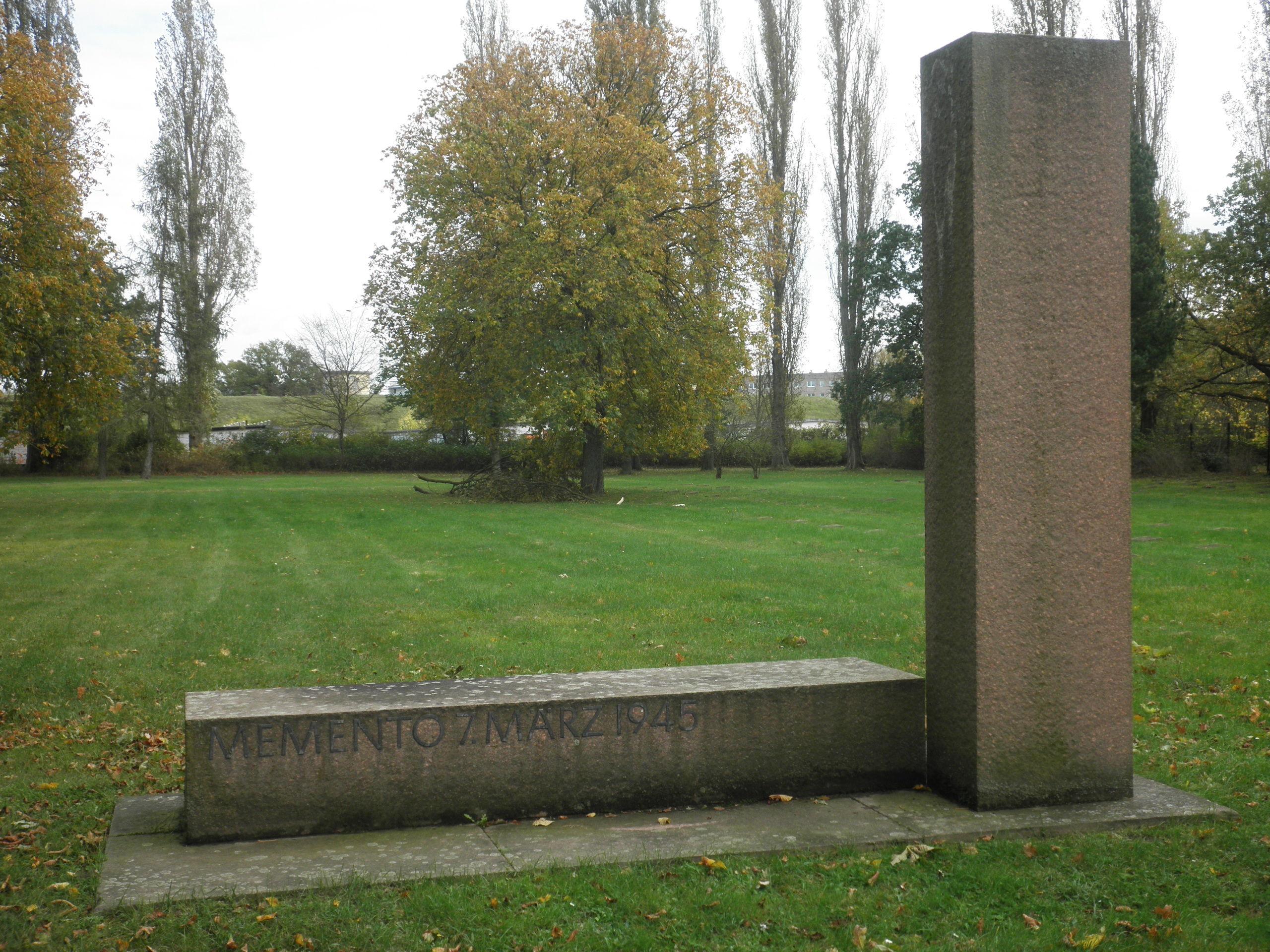
Gräberfeld mit Opfern der Luftangriffe auf Dessau auf Friedhof II „MEMENTO 7. MÄRZ 1945“

- Friedhof I Historischer Friedhof, einer der ersten kommunalen Friedhöfe in Deutschland, angelegt zur Regentschaft des Fürsten Franz von Friedrich Wilhelm von Erdmannsdorff mit dem Mausoleum von Fürst Nikolai Abramowitsch Putjatin
- Friedhof II: Gräberfelder mit den meisten Opfern der Luftangriffe auf Dessau im Zweiten Weltkrieg
- Friedhof III, gegenüber dem ehemaligen Krematorium
- Zentralfriedhof zwischen Groß- und Kleinkühnau
- Israelitischer Friedhof, Am Leipziger Tor
- Friedhof des Stadtteils Brambach mit den Grabstätten sowjetischer und polnischer Zwangsarbeiter
- Friedhof des Stadtteils Rodleben mit den Grabstätten von 13 Frauen und Männern verschiedener Nationen, die Opfer von Zwangsarbeit wurden

### Bildung
- Hochschule Anhalt (FH) mit Studiengängen in Architektur, Facility Management, Design sowie Vermessungswesen und Geoinformatik
- IHK Bildungszentrum Halle-Dessau GmbH
- Volkshochschule Dessau-Roßlau
- drei berufsbildende Schulen (Anhaltisches Berufsschulzentrum „Hugo Junkers“ – Berufsbildende Schulen I und II sowie Berufsbildende Schulen III – „Chapon-Schule“)
- Gymnasium Walter Gropius (Europaschule)
- Liborius Gymnasium – in Trägerschaft des Bistums Magdeburg
- Philanthropinum, dessen Name auf die Gründung durch Johann Bernhard Basedow zurückgeht
- Musikschule Kurt Weill[55]

Das Europagymnasium in Dessau-Nord, das Prof.-Max-Müller-Gymnasium im Stadtteil Alten sowie das Fürst-Franz-Gymnasium in Ziebigk existieren heute nicht mehr. Diese Schulen wurden infolge des demographischen Wandels, der Haushaltsplanung im Land und durch Strukturänderungen der gymnasialen Schullaufbahn dem Gymnasium Philanthropinum angegliedert. Nach der Städtefusion wurden seit 2007 schrittweise die fünften Klassen aus Roßlau zum Philanthropinum gezählt. Zum Ende des Schuljahres 2008/2009 wurde das Goethe-Gymnasium in Roßlau geschlossen. Die dortigen Klassen gehören nun auch komplett zum Philanthropinum. Die Goethe-Schule, eine Oberschule für Jungen, existiert ebenfalls nicht mehr.

### Verkehr

#### Eisenbahnverkehr

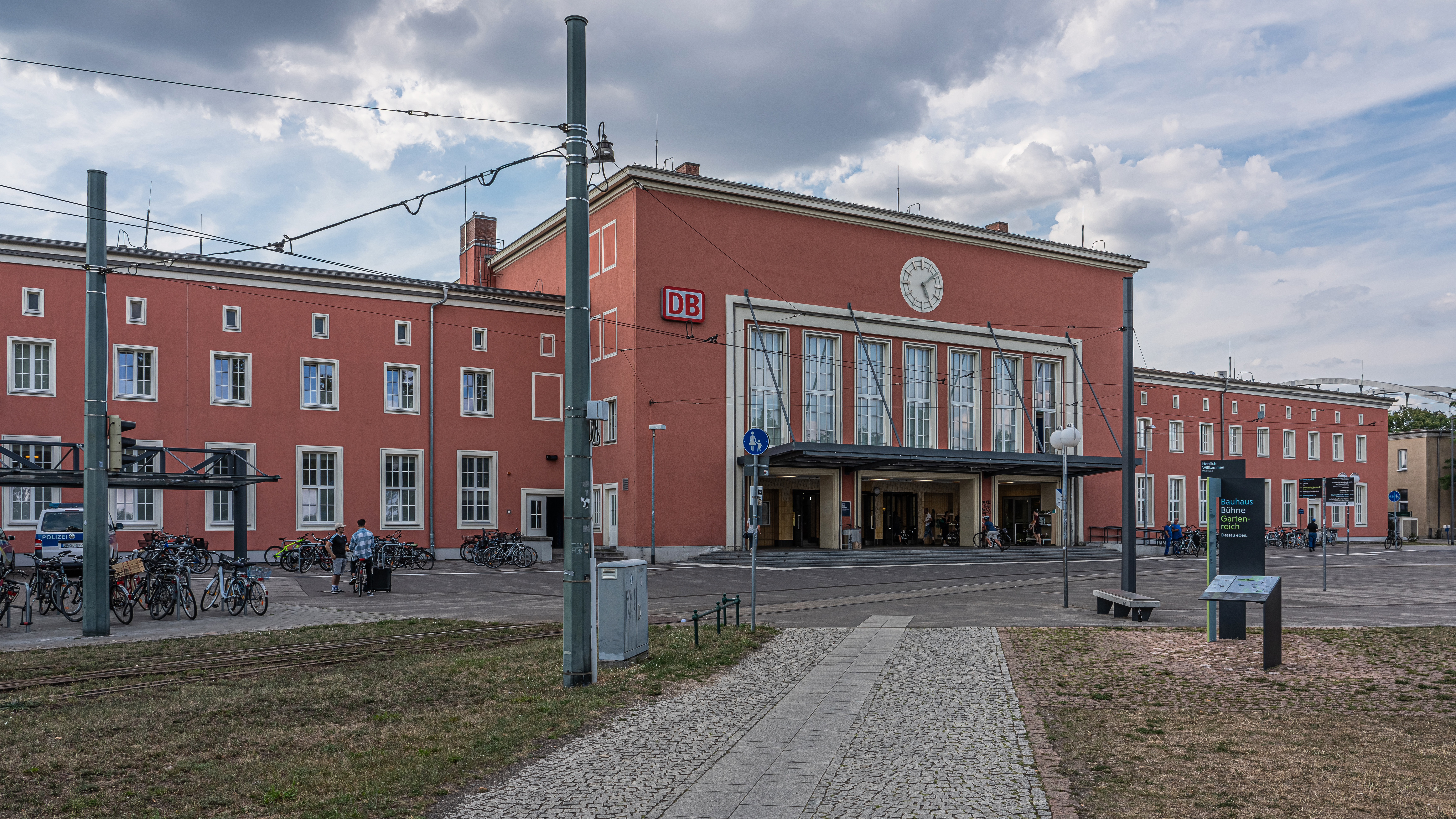
Dessau Hauptbahnhof

Dessau-Roßlau ist ein Bahnknoten mit Verbindungen Richtung Magdeburg (Bahnstrecke Trebnitz–Leipzig), Berlin über Bad Belzig (Bahnstrecke Wiesenburg–Roßlau), Falkenberg/Elster über Lutherstadt Wittenberg (Bahnstrecke Węgliniec–Roßlau), Leipzig bzw. Halle (Saale) über Bitterfeld-Wolfen (Bahnstrecke Trebnitz–Leipzig) sowie Aschersleben über Köthen (Anhalt) (Bahnstrecke Dessau–Köthen), die alle vom Dessauer Hauptbahnhof ausgehen.
Schon in den Anfangsjahren der Eisenbahn war Dessau, das bereits 1840 mit dem Bau der Stammstrecke der Berlin-Anhaltischen Eisenbahn einen Bahnanschluss erhielt, aufgrund der Elbebrücke ein bedeutender Knotenpunkt des Schienennetzes. Im Jahr 1911 wurde die Strecke Dessau–Bitterfeld als eine der ersten in Deutschland elektrifiziert.
Von 2000 bis 2002 hielten täglich zwei ICE-Züge in Dessau-Roßlau. Mit Investitionen von 50 Millionen Euro wurde zwischen 2008 und 2011 der Streckenabschnitt zwischen Dessau und Roßlau grunderneuert, hierzu wurde der Bahndamm in geänderter Lage neu errichtet und alle Brückenbauwerke im Zuge der Muldequerung neu errichtet. Nach Abschluss dieser Arbeiten wurden bis 2014 sämtliche Gleisanlagen und Bahnsteige inklusive der dazugehörigen Leit- und Sicherungstechnik im Eisenbahnknoten Dessau/Roßlau erneuert und Elektronische Stellwerke errichtet. Das Investitionsvolumen betrug hierfür etwa 300 Millionen Euro.

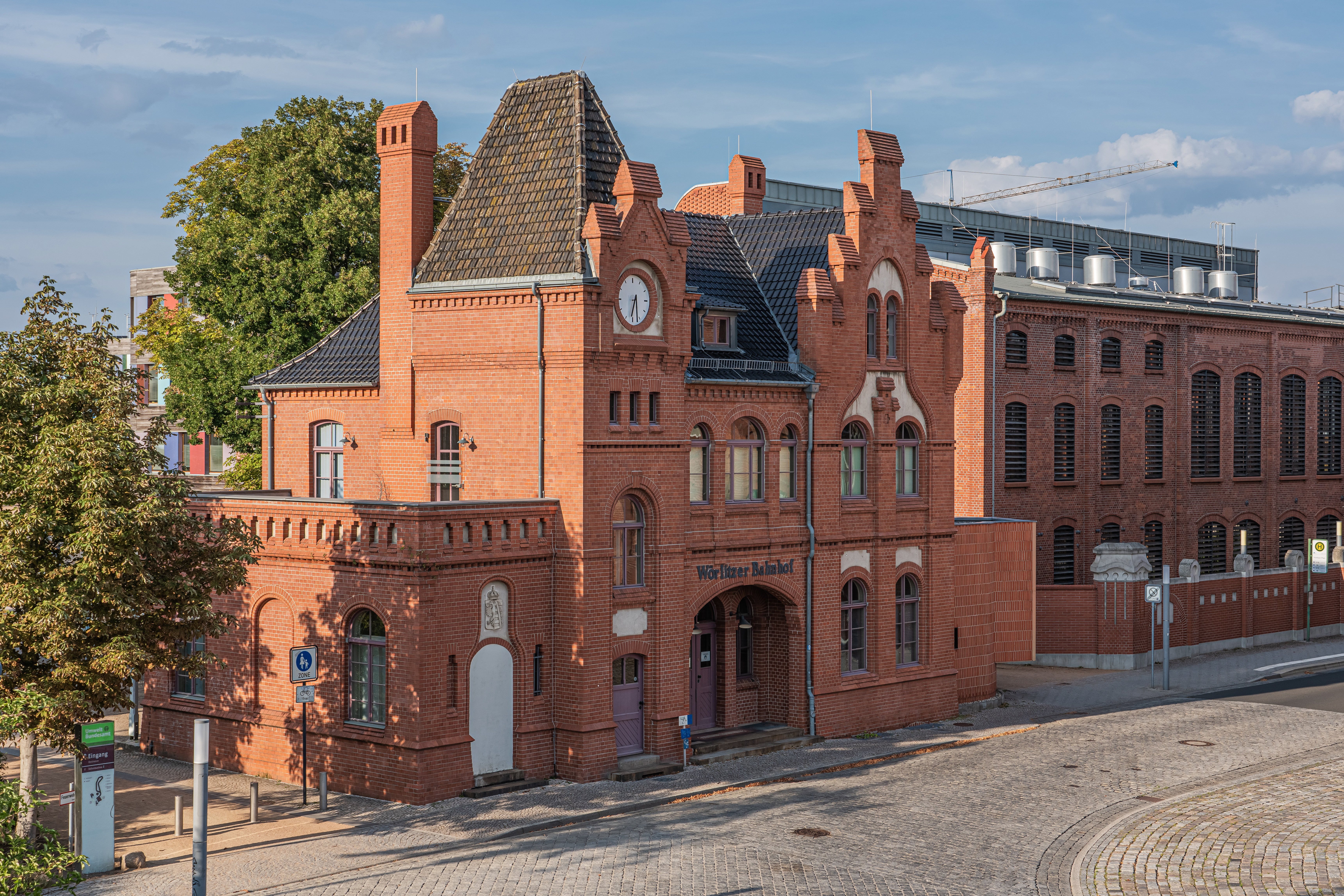
Wörlitzer Bahnhof in Dessau

Zum Netz der Deutschen Bahn gehören in Dessau-Roßlau neben dem Hauptbahnhof die Bahnhöfe Dessau Süd an der Strecke nach Bitterfeld-Wolfen, Dessau-Alten und Dessau-Mosigkau an der Strecke nach Köthen, Roßlau (Elbe) und Rodleben an der Strecke nach Magdeburg und Meinsdorf an der Strecke nach Wittenberg und Berlin, an denen jeweils Regionalbahnen halten, in Roßlau (Elbe) zusätzlich Regional-Express-Züge. Die ehemaligen Bahnhöfe Dessau Wallwitzhafen (Richtung Roßlau) und Dessau-Haideburg (Richtung Bitterfeld-Wolfen) werden nicht mehr bedient. Seit dem Jahr 2015 ist Dessau ein Endpunkt der Linie S2 der S-Bahn Mitteldeutschland, seit 2017 auch der Linie S8.
In den regulären Nahverkehrszügen gilt seit Dezember 2019 der Tarif des Mitteldeutschen Verkehrsverbunds (MDV).
Die Dessau-Wörlitzer Eisenbahn führt in die 15 Kilometer östlich von Dessau-Roßlau gelegene Stadt Oranienbaum-Wörlitz mit dem Wörlitzer Park. Die Strecke beginnt ebenfalls am Hauptbahnhof (Bahnsteig 1). Im Stadtgebiet werden die Haltepunkte Dessau-Waldersee und Dessau Adria bedient. Das Gebäude des Wörlitzer Bahnhofs in Dessau-Roßlau, an dem die Strecke früher begann, ist heute in das Gelände des Umweltbundesamtes integriert und wird von diesem genutzt.

#### Omnibus- und Straßenbahnverkehr

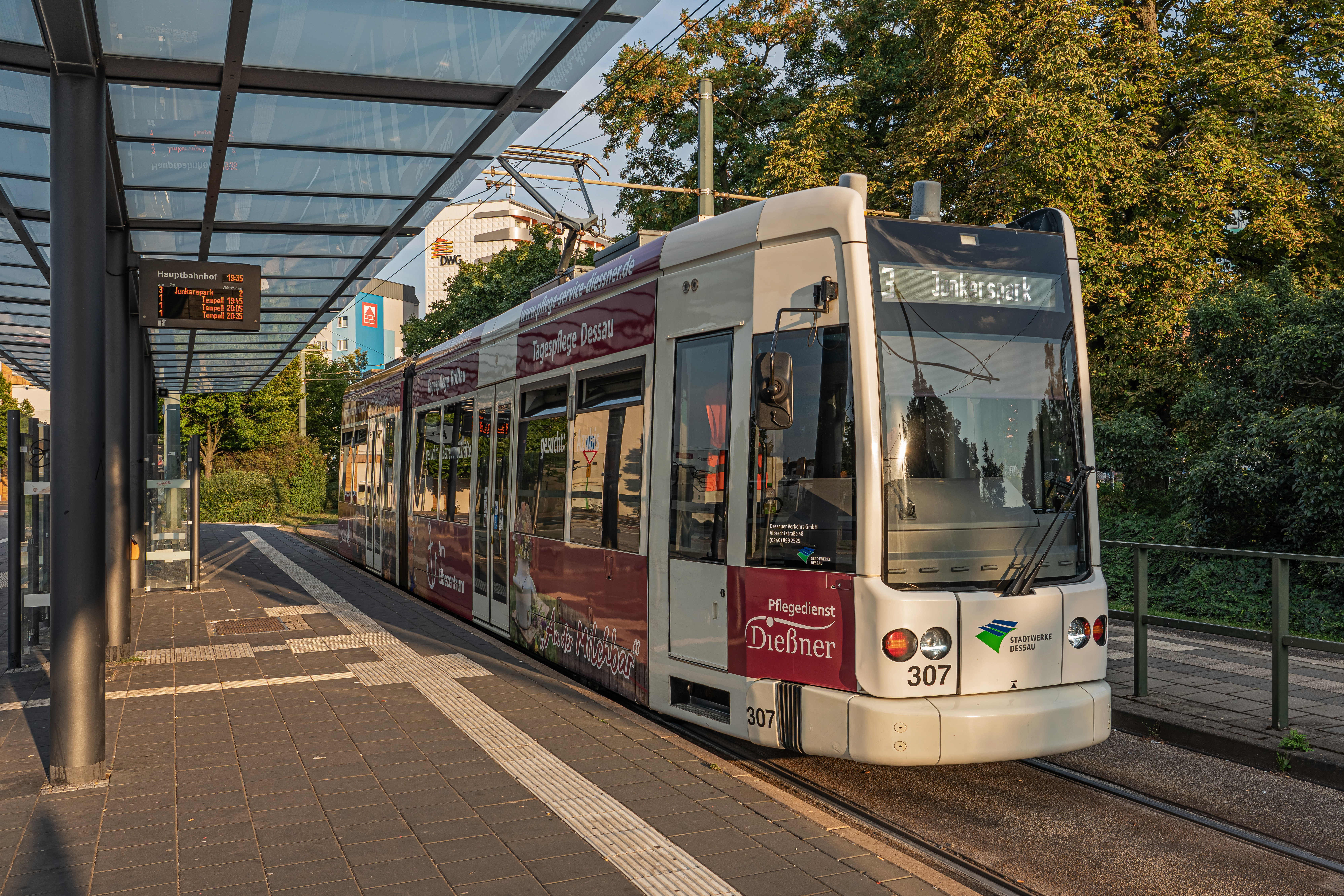
Straßenbahnhaltestelle am Hauptbahnhof/ZOB Dessau

Den öffentlichen Personennahverkehr (ÖPNV) bedienen Straßenbahn- und Buslinien des kommunalen Unternehmens Dessauer Verkehrsgesellschaft mbH der Dessauer Versorgungs- und Verkehrsgesellschaft mbH (DVV). Zurzeit werden zwei Straßenbahn- sowie 16 Buslinien (davon 6 nur im Spätverkehr) betrieben, wobei die Straßenbahn nur noch im südelbischen Stadtteil Dessau verkehrt. Jährlich befördert die DVG etwa 4,7 Millionen Menschen.
Während am 1. Juli 2009 das Dessauer Stadtnetz mit dem Roßlauer Regionalbusnetz zusammengeführt und ein einheitliches Linien- und Tarifgebiet geschaffen wurde, straffte man zum 3. Juli 2017 das Angebot und die DVG Dessau wurde per Direktvergabe mit dem gesamten ÖPNV betraut. Als Subunternehmen fungieren der Omnibusbetrieb Müller aus Roßlau, Heinrich Reisen aus Oranienbaum und die Vetter Verkehrsbetriebe GmbH aus Salzfurtkapelle.
Der öffentliche Personennahverkehr wird unter anderem durch den PlusBus-Linien des Bahn-Bus-Landesnetzes Sachsen-Anhalt erbracht. Folgende Verbindungen, betrieben von den Vetter Verkehrsbetrieben, führen ab Dessau:
- Linie 310: Dessau ↔ Oranienbaum ↔ Gräfenhainichen
- Linie 471: Dessau ↔ Kleinkühnau ↔ Aken

#### Straßenverkehr
Durch das südöstliche Stadtgebiet Dessau-Roßlaus führt die 1938 erbaute und bis zum Jahr 2000 sechsstreifig ausgebaute Bundesautobahn 9 (Berlin–München). Dazu gehören die Anschlussstellen Dessau-Süd (an der Bundesstraße 184) und Dessau-Ost (an der Bundesstraße 185). Die Stadt ist auch von der Anschlussstelle Vockerode der A 9 über eine Landesstraße und nördlich der Elbe von der Anschlussstelle Coswig über die Bundesstraße 187 (Richtung Magdeburg) nach Roßlau erreichbar.
Aufgrund der Roßlauer Elbbrücke war die Stadt schon früh ein Kreuzungspunkt von Handelswegen. So führen heute die Bundesstraßen B 184, B 185 und B 187 sowie mehrere Landesstraßen durch Dessau-Roßlau.

#### Radverkehr
Das Fahrrad spielt als Alltagsverkehrsmittel in Dessau-Roßlau eine wichtige Rolle, 2008 war rund 25 % des gesamten Verkehrsaufkommens der Stadt dem Radverkehr zuzuordnen. Auf der Stadtratssitzung am 27. Januar 2016 wurde das Radverkehrskonzept (RVK) im Ergebnis eines umfassenden Planungsprozesses beschlossen.
Durch den Ort verläuft der Europaradweg R1, der das französische Boulogne-sur-Mer mit Sankt Petersburg in Russland verbindet. Auf derselben Routenführung verläuft auf diesem Abschnitt ebenfalls der Radweg Deutsche Einheit sowie der D11. Bei Dessau-Roßlau kreuzen diese Radwege den Elberadweg (D10), nachdem sie sich östlich des Ortes kurzfristig denselben Routenverlauf geteilt haben.

#### Schiffsverkehr

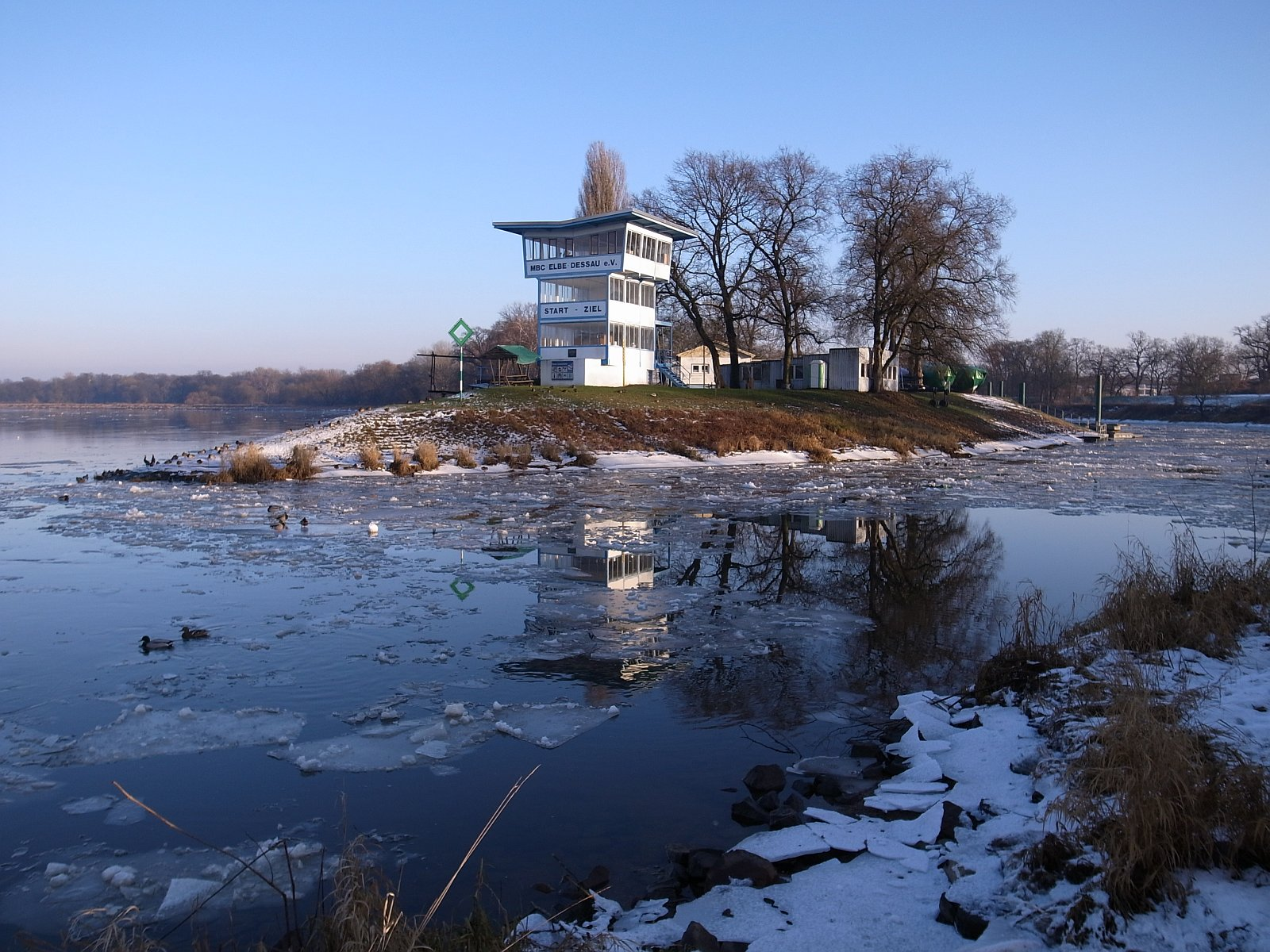
Leopoldshafen

Der Stadtteil Roßlau besitzt einen Güterhafen und eine Werft am nördlichen Elbufer. Passagieranlegestellen befinden sich in Roßlau sowie in Dessau am Kornhaus. Der Leopoldshafen, benannt nach Fürst Leopold I. von Anhalt-Dessau, der ihn für den Getreidehandel anlegen ließ, ist heute Sportboothafen mit Ruderverleih. Sehenswert ist dort das Bootshaus. Der Start-Ziel-Turm wird für regelmäßige Motorbootrennen genutzt, dazu wird auf der Elbe mit Bojen der Kornhauskurs markiert. Der Wallwitzhafen an der Muldemündung, einst zum Warenumschlag von Schiene auf Wasser angelegt, hatte Anschlussgleise an die Hauptstrecke Dessau–Roßlau.

#### Luftverkehr

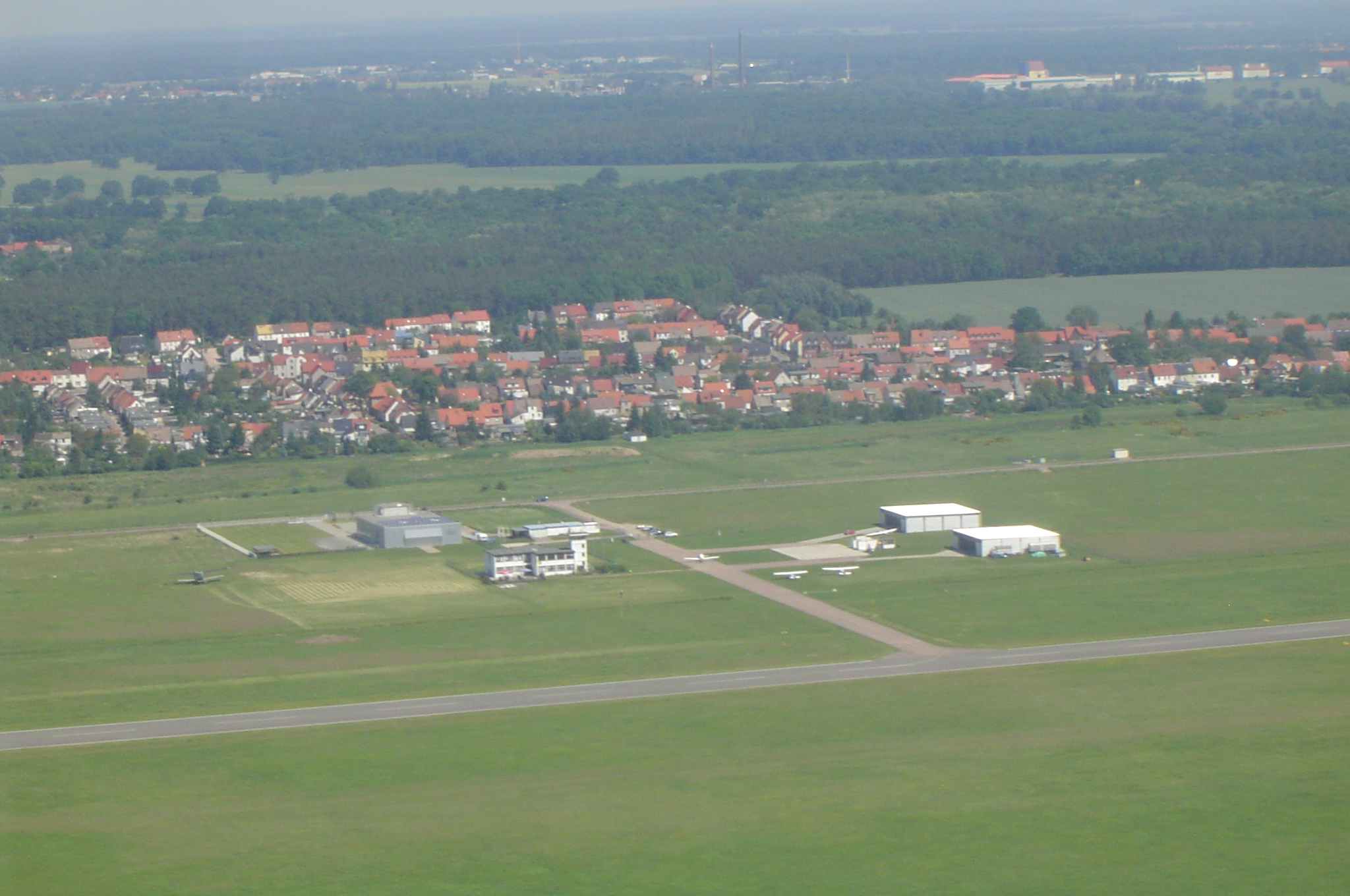
Flugplatz Dessau

Der Flugplatz Dessau befindet sich im Nordwesten der Stadt und gehört zur Kategorie der Verkehrslandeplätze (ICAO-Code: EDAD). Er liegt im Stadtteil Kleinkühnau, an der Grenze zu Alten. Eine Anreise mit Charterflugzeugen ist möglich. Die Anfang der 1990er Jahre neu errichtete asphaltierte Landebahn hat eine Länge von 1000 Metern. Daneben existiert eine Grasbahn für den Segelflug.
Der Flughafen Leipzig/Halle liegt rund 50 Kilometer südlich der Stadt.

### Trinkwasserversorgung und Abwasserentsorgung
Die Gewinnung, Aufbereitung und Verteilung des Trinkwassers wird von der Dessauer Versorgungs- und Verkehrsgesellschaft übernommen. Das Trinkwasser für Dessau-Roßlau wird ausschließlich aus Grundwasser gewonnen. 70 % der 3,5 Mio. m³ pro Jahr stammen aus den drei Wasserwerken Ost, Quellendorf und Roßlau. Der Rest wird von der Fernwasserversorgung Elbaue-Ostharz bezogen.
Das Wasserwerk Ost versorgt die Stadtteile Stadtmitte, Nord, Waldersee, Mildensee, Kleutsch und Sollnitz. Quellendorf übernimmt die Stadtteile Süd, Alten, Ziebigk, Mosigkau, Kochstedt, Großkühnau und Kleinkühnau. Aus dem Wasserwerk Roßlau kommt das Trinkwasser der Stadtteile Roßlau und Meinsdorf.
Die Stadtwerke betreiben neun Wasserspeicher mit einem Gesamtvolumen von ca. 36.000 m³ eingebaut, die Verbrauchsspitzen abdecken und auch der Druckerhaltung im Netz dienen.
Die Gesamthärte liegt je nach Wasserwerk zwischen 2,4 und 3,6 mmol/l (13,7 bis 20,4 °dH) und fällt damit in den Härtebereich mittel bis hart. Der Brutto-Verbrauchspreis beträgt 2,09 Euro je Kubikmeter.
Die Ableitung und Reinigung des anfallenden Abwassers wird ebenfalls von der Dessauer Versorgungs- und Verkehrsgesellschaft übernommen. Das zentrale Klärwerk in Ziebigk  wurde 1975 in Betrieb genommen und 1994 umfassend erweitert und modernisiert. Jährlich werden 5 Mio. m³ Abwasser gereinigt und in die Elbe abgegeben. Der anfallende Klärschlamm wird verfault, das bei der Faulung entstehende Klärgas wird zur Stromerzeugung verwendet. So kann die Anlage inzwischen 80 % ihres Energiebedarfs selbst decken (2 Mio. kWh von 2,5 Mio. kWh jährlich).

### Sport und Freizeit
Sportliche Anlagen der Stadt sind:
- Paul-Greifzu-Stadion mit 20.000 Plätzen (benannt nach dem Rennfahrer Paul Greifzu, der 1952 auf der Dessauer Rennstrecke tödlich verunglückte)
- Stadion am Schillerpark
- Anhalt-Arena für 3.500 Zuschauer, Robert-Bosch-Straße

Die Fußballmannschaft des SV Dessau 05 spielt in der Saison 2023/24 in der Verbandsliga Sachsen-Anhalt. Die Dessau-Roßlauer Handballer sind seit 1992 unter verschiedenen Vereinsnamen Stammverein in der 2. Bundesliga.
Events wie der Dessauer Citylauf, das jährliche Leichtathletik-Meeting im Paul-Greifzu-Stadion oder auch das Radrennen wurden in der Innenstadt ins Leben gerufen. Am 4. Februar 2024 fand im Rahmen der Rugby Europe International Championships 2023/24 mit dem Test Match Deutschland gegen Georgien erstmals ein Rugby-Union-Länderspiel in Dessau-Roßlau statt.

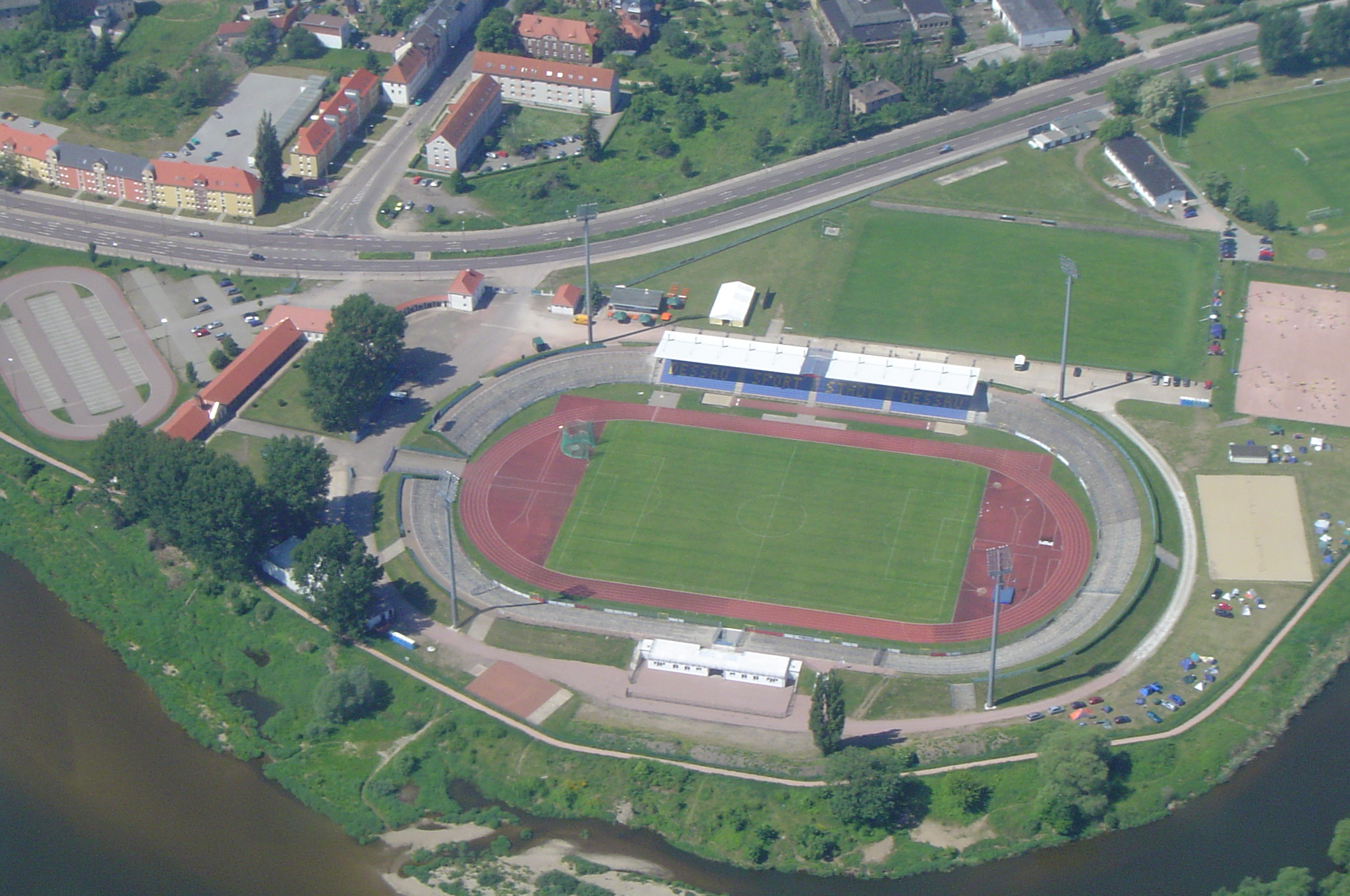
Blick auf das Paul-Greifzu-Stadion
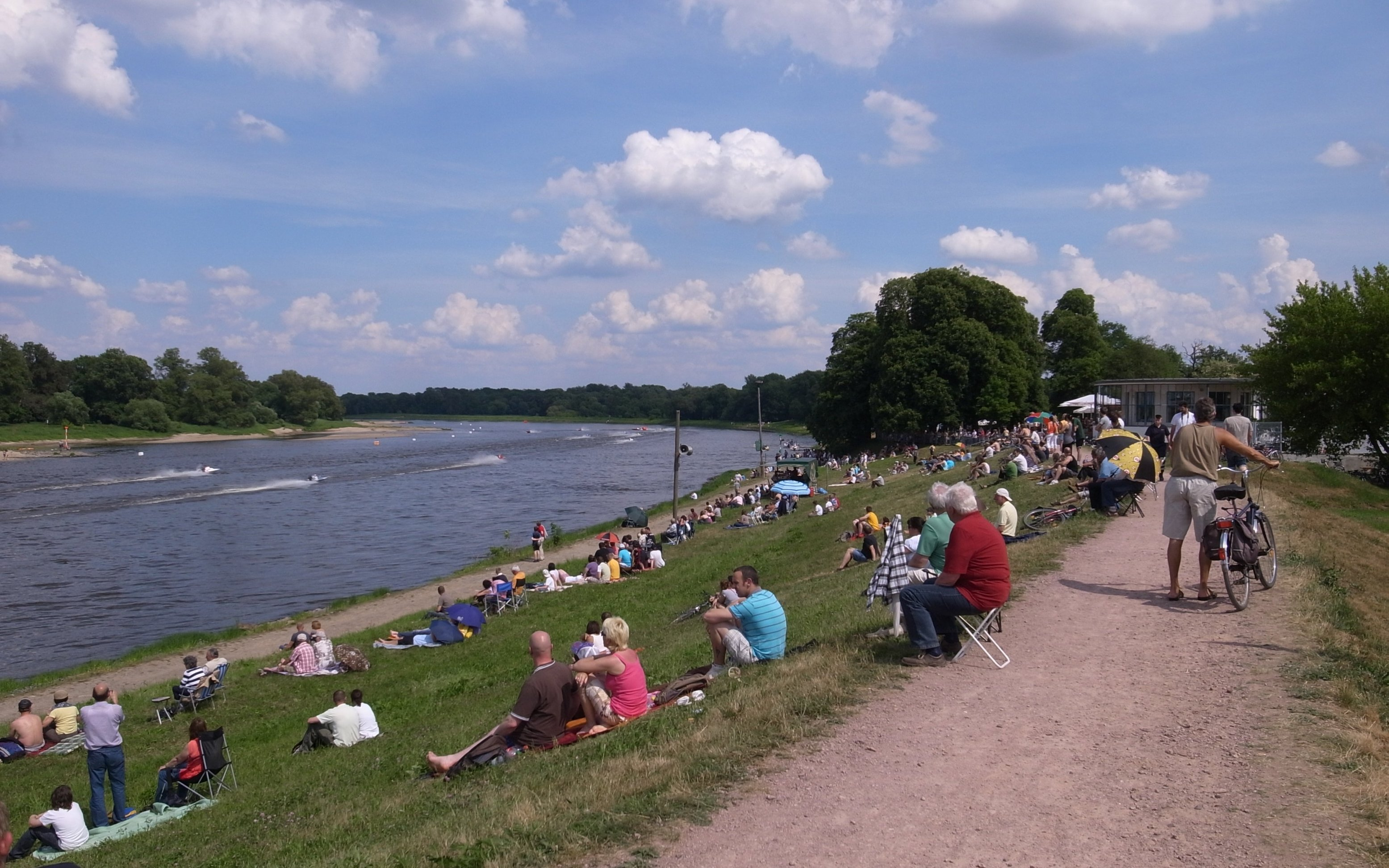
Motorbootrennen am Kornhaus
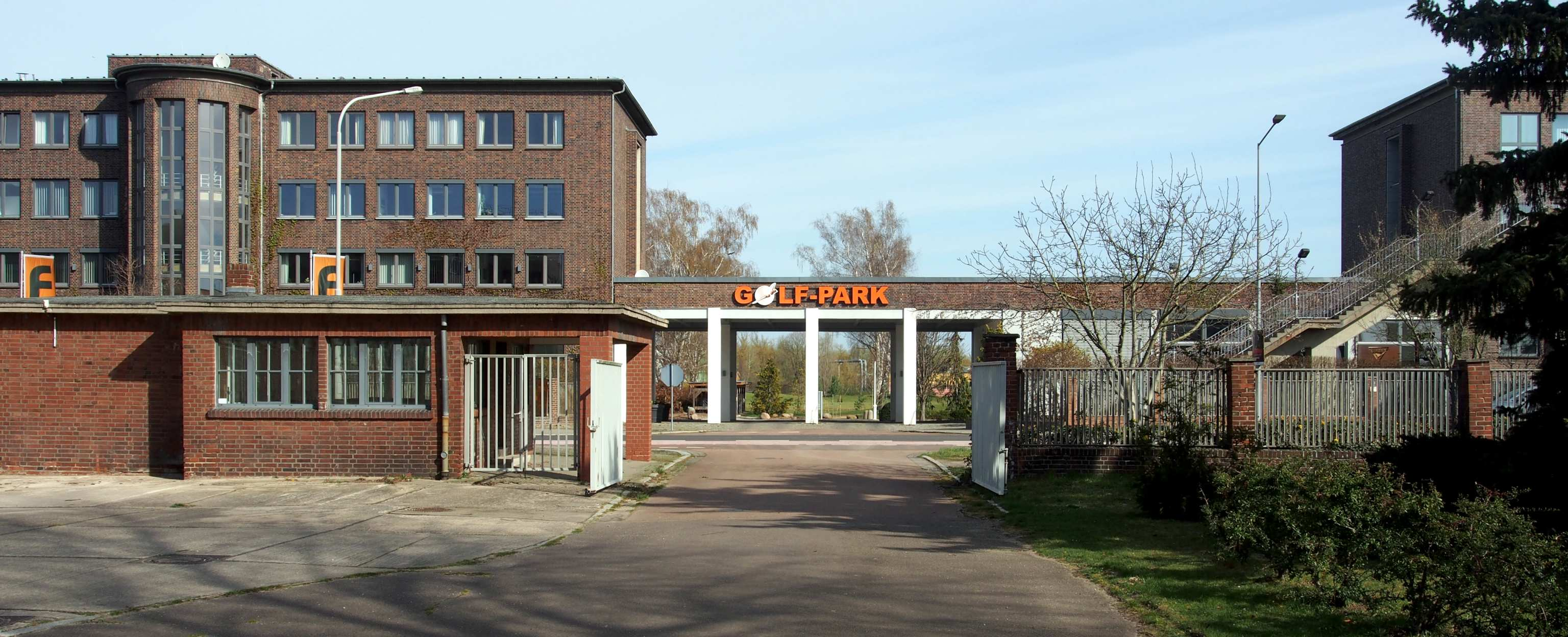
Golf-Park auf dem ehemaligen Junkers-Gelände

Die Stadt Dessau-Roßlau liegt an der deutsch-niederländischen Ferienstraße Oranier-Route.
Offizielle Radwanderwege sind der Europaradweg R1, der Elberadweg R2 und der Muldentalradwanderweg. Rings um Dessau-Roßlau verlaufen viele Deiche, welche nach dem Sommerhochwasser 2002 neu errichtet beziehungsweise saniert wurden. Viele der hier häufig vorhandenen Bermen dürfen mit Fahrrädern befahren werden. Die Gesamtlänge des Radwegnetzes um Dessau-Roßlau beträgt 272 km.
Wichtige Wanderwege sind die Gartenreichtour Fürst Franz und der Beckerbruch-Rundweg.

## Persönlichkeiten

### Ehrenbürger
Dessau
- 1845: Viktor Henckel von Donnersmarck, preußischer Generalleutnant
- 1856: Louis Nulandt, Bankier, Gründer der Anhaltischen Landesbank AG (posthum aberkannt)
- 1880: Victor von Unruh, technischer Leiter der Eisenbahnbauten, Gründer der Contigas, Abgeordneter in Anhalt und im Deutschen Reichstag
- 1892: Moritz von Cohn, jüdischer Hofbankier der Fürstenhäuser Anhalt und Preußen, Eisenbahnfinanzier
- 1895: Otto von Bismarck, Reichskanzler
- 1900: Julie von Cohn-Oppenheim, Mäzenin
- 1903: Kurt von Koseritz, Wirklicher Geheimer Rat und Herzoglicher-Anhaltischer Staatsminister[62]
- 1905: Wilhelm von Oechelhäuser jun., Erfinder und Industrieller
- 1909: Otto Frenckel, Mitbegründer der Dessauer Freiwilligen Feuerwehr
- 1928: Hugo Junkers, Schöpfer des ersten Ganzmetallflugzeuges und Gründer der Junkerswerke
- 1933: Wilhelm Friedrich Loeper, Reichsstatthalter in Braunschweig und Anhalt, NSDAP-Gauleiter, Ehrenbürgerschaft nach 1945 aberkannt, war auch Ehrenbürger der Gemeinde Mildensee
- 1993: Alfred Radeloff († 23. Juli 2023)[63], evangelischer Pfarrer, spielte eine wichtige Rolle während der Wende 1989/1990, 1933 in Dessau geboren[64]
- 2007: Dieter Hallervorden, Kabarettist und Schauspieler

Roßlau
- 1895: Emil Poetsch, Bürgermeister der Stadt Roßlau (1864–1895)
- 1909: Elbine Poetsch geb. Porse verw. Porse, Mäzenin
- vermutlich 1912: Georg Sachsenberg, Fabrikbesitzer, Mäzen
- 1975: Rudolf Wöhl, antifaschistischer Widerstandskämpfer
- 1993: Barbara Elze, Pfarrerin, Aktivistin in der Wendezeit 1989/1990
- 1993: Heinrich Unland, Bürgermeister a. D. der Stadt Ibbenbüren, Vater der Städtepartnerschaft
- 2007: Klaus J. Sachsenberg, Förderer der Stadt Roßlau und ihres Vereinswesens

Dessau-Roßlau
- 2015: Jürgen Neubert (1940–2015), Oberbürgermeister und Stadtrat in Dessau[64]
- 2017: Hans-Dieter Göring (1940–2022), Arzt im Städtischen Klinikum Dessau[64]
- 2018: Karl-Heinz Heise (* 1928), Unternehmer[65]

### Söhne und Töchter der Stadt
Zahlreiche Söhne und Töchter der Städte Dessau und Roßlau sind auch überregional bekannt. Zu den bekanntesten Persönlichkeiten gehören Leopold I. („Der Alte Dessauer“), Moses Mendelssohn, Leopold III. („Vater Franz“), Samuel Heinrich Schwabe, Wilhelm Müller, Carl von Basedow, Fritz Hesse, Kurt Weill, Heinz Schubert, Hans Joachim Pabst von Ohain, Dieter Hallervorden und Thomas Kretschmann.

### Personen, die vor Ort gewirkt haben
- Nikolaus Hausmann (ca. 1479–1538), evangelischer Reformator in Dessau
- Johann Bernhard Basedow (1724–1790), Pädagoge und Begründer des Philanthropinums in Dessau
- Friedrich Wilhelm Freiherr von Erdmannsdorff (1736–1800), Architekt vieler klassizistischer Bauten in Dessau und Umgebung
- Nikolai Abramowitsch Putjatin (1749–1830), Menschenfreund, Stifter, Philosoph und liebenswerter Sonderling; Sein Mausoleum befindet sich im Historischen Friedhof I.
- Gerhard Vieth (1763–1836), Lehrer und Turnpädagoge in Dessau
- Carlo Ignazio Pozzi (1766–1842), Baumeister und von 1812 bis 1842 Leiter des Bauwesens in Anhalt-Dessau
- Friedrich Schneider (1786–1853), Komponist und Herzoglicher Hofkapellmeister in Dessau
- Samuel Heinrich Schwabe (1789–1875), Astronom und Botaniker, Entdecker des nach ihm benannten Schwabe-zyklus
- Gustav Frank (1819–1888), Landschaftsmaler, Lithograf und Zeichner
- Wilhelm Oechelhäuser (1820–1902), Geheimer Kommerzienrat, Generaldirektor der Deutschen Continental-Gas-Gesellschaft (Conti) in Dessau
- Heinrich Deist (1874–1963), Politiker und Ministerpräsident des Freistaat Anhalt
- Johannes Winkler (1897–1947), Raumfahrtpionier, startete 1931 erste europäische Flüssigkeitsrakete in Dessau
- Friedrich Lutzmann (1859–1930), erster Konstrukteur der Opel-Autos, Erfinder und Unternehmer
- Gustav Teichmüller (1862–1919), Architekt und Herzoglicher Regierungs- und Baurat in Dessau
- Walter Gropius (1883–1969), Architekt und Gründer des Bauhauses
- Hermann Fischer (1884–1940), Politiker (NSDAP) und SA-Führer
- Oswald Boelcke (1891–1916), Jagdflieger im Ersten Weltkrieg
- Thea Hauschild (1932–2001), langjährige Oberbürgermeisterin